# ゴダイヴァ夫人

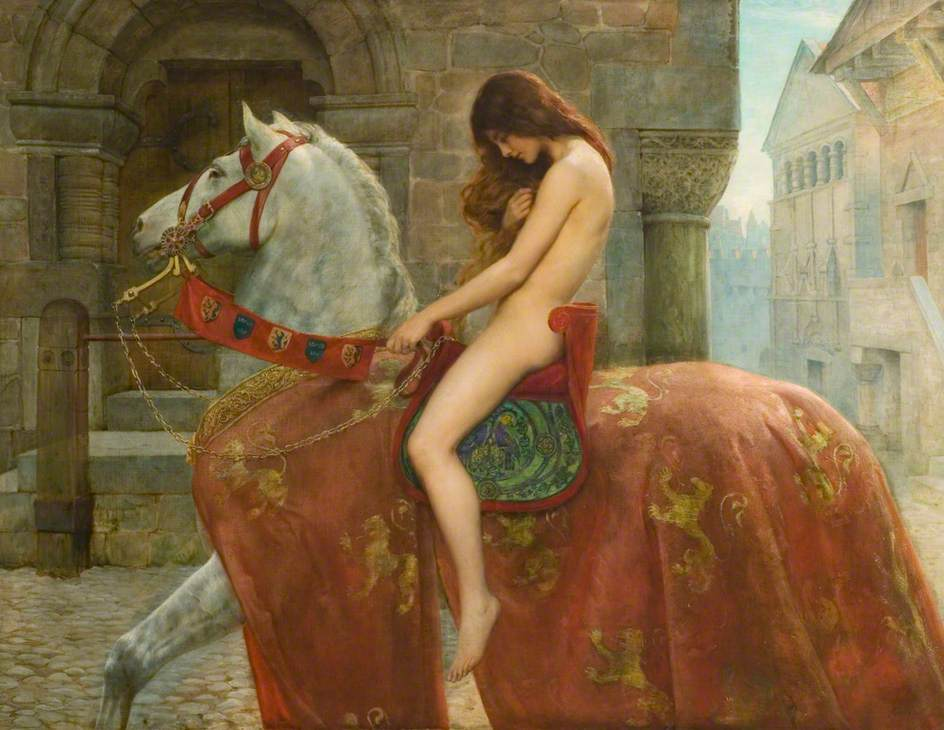
ジョン・コリア作「ゴダイヴァ夫人」。1898年頃の作品

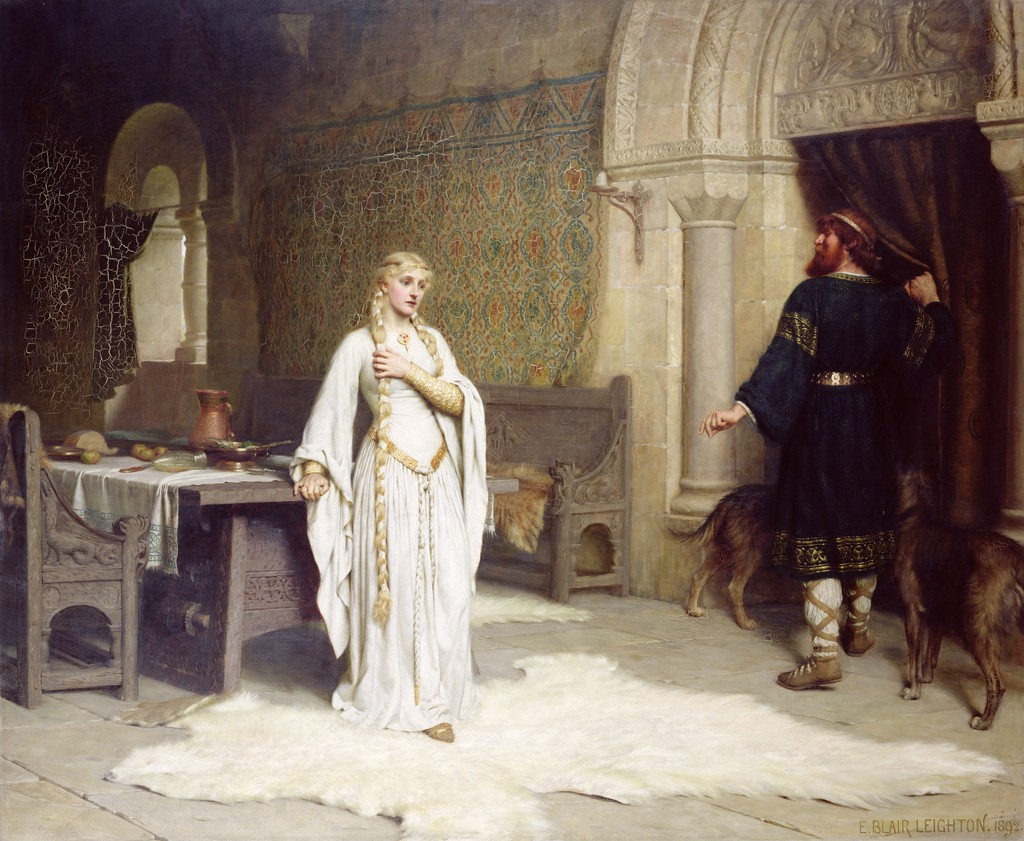
エドモンド・レイトン作「ゴダイヴァ夫人」。1898年頃の作品。服を脱ぐ前の状態

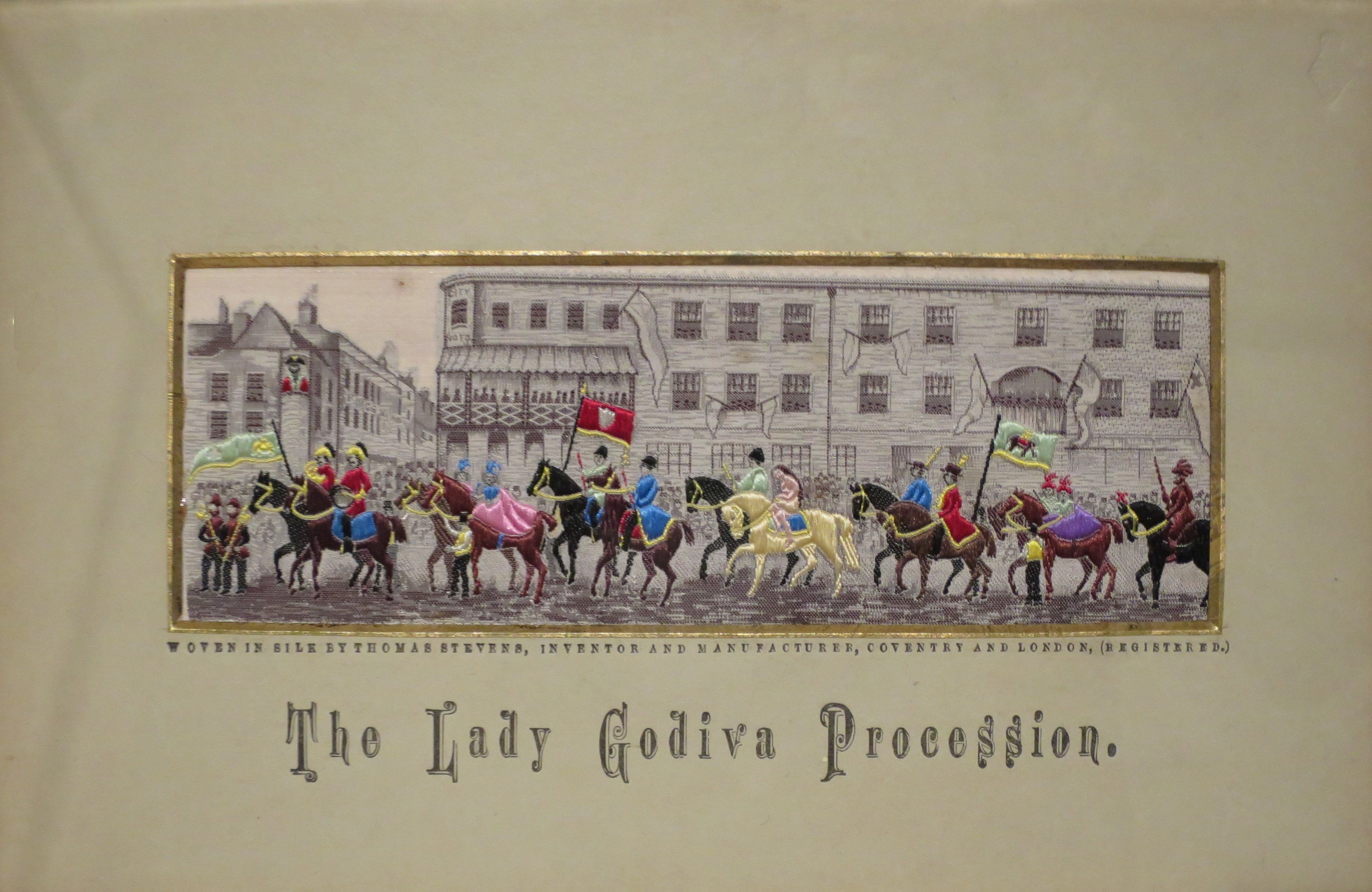
トーマス・スティーブンス作「ゴダイヴァ夫人の行列」。

ゴダイヴァ夫人（ゴダイヴァふじん、Lady Godiva、990年頃 - 1067年9月10日?）は、11世紀イングランドの女性。マーシア伯レオフリックの夫人で、自身も後に領主となった。夫レオフリックの圧政を諌めるためコヴェントリーの街を裸で馬に乗って行進したという有名な伝説が残っているが、中世を専門とする歴史家の見解は、これは「史実ではない」ことで一致している。
同時代頃に書かれたとされる偽イングルフの年代記によれば、ゴダイヴァは「美しいかぎりの、聖い心もちの女性」であったといわれる。
ベルギーのチョコレートメーカー「ゴディバ」のブランド名およびそのロゴはゴダイヴァ夫人の伝説に由来するが日本語の表記と発音はベルギーでの発音にしたがい「ゴディバ」とすることが多い。

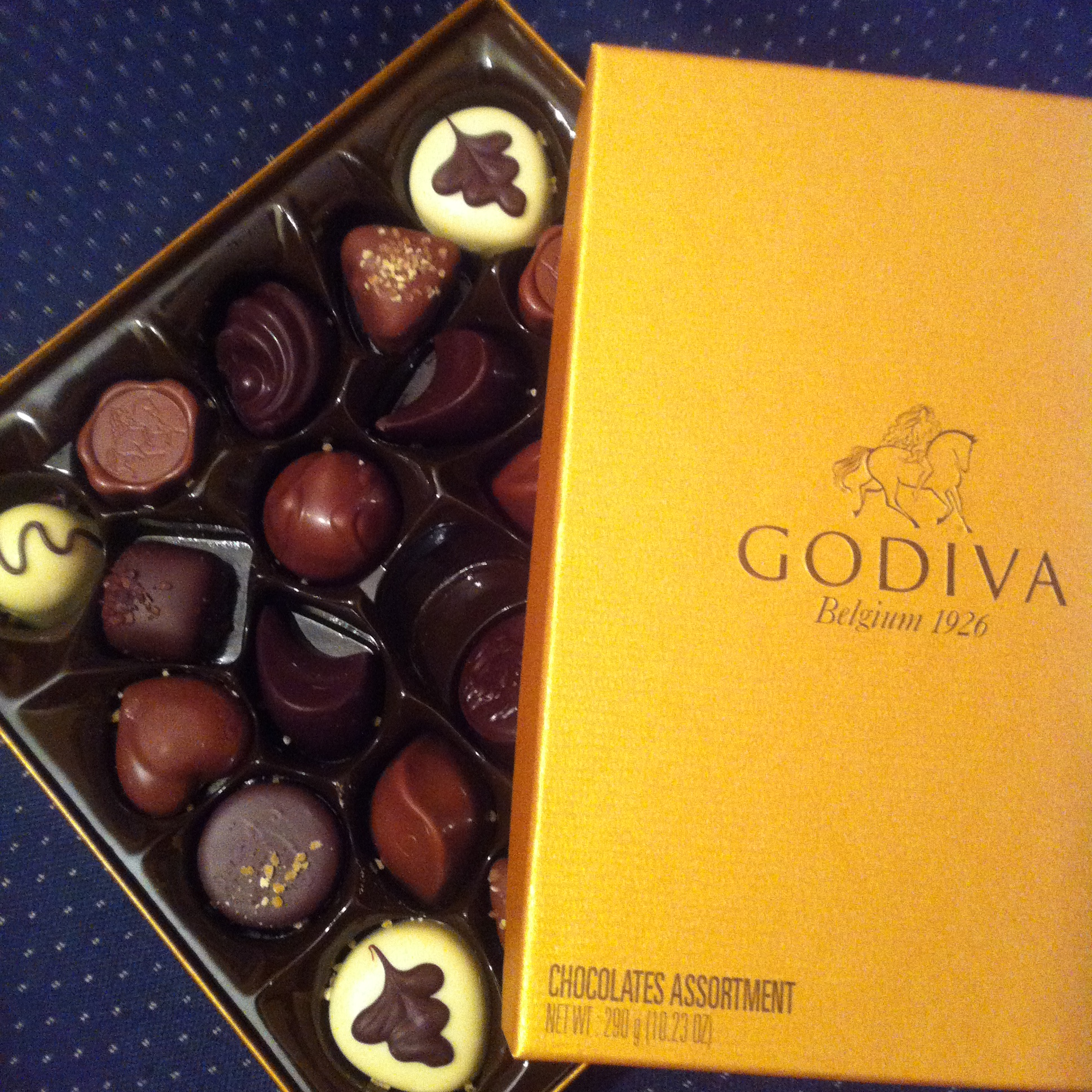
「ゴディバ」のチョコレートの箱に描かれたロゴ

## 伝説

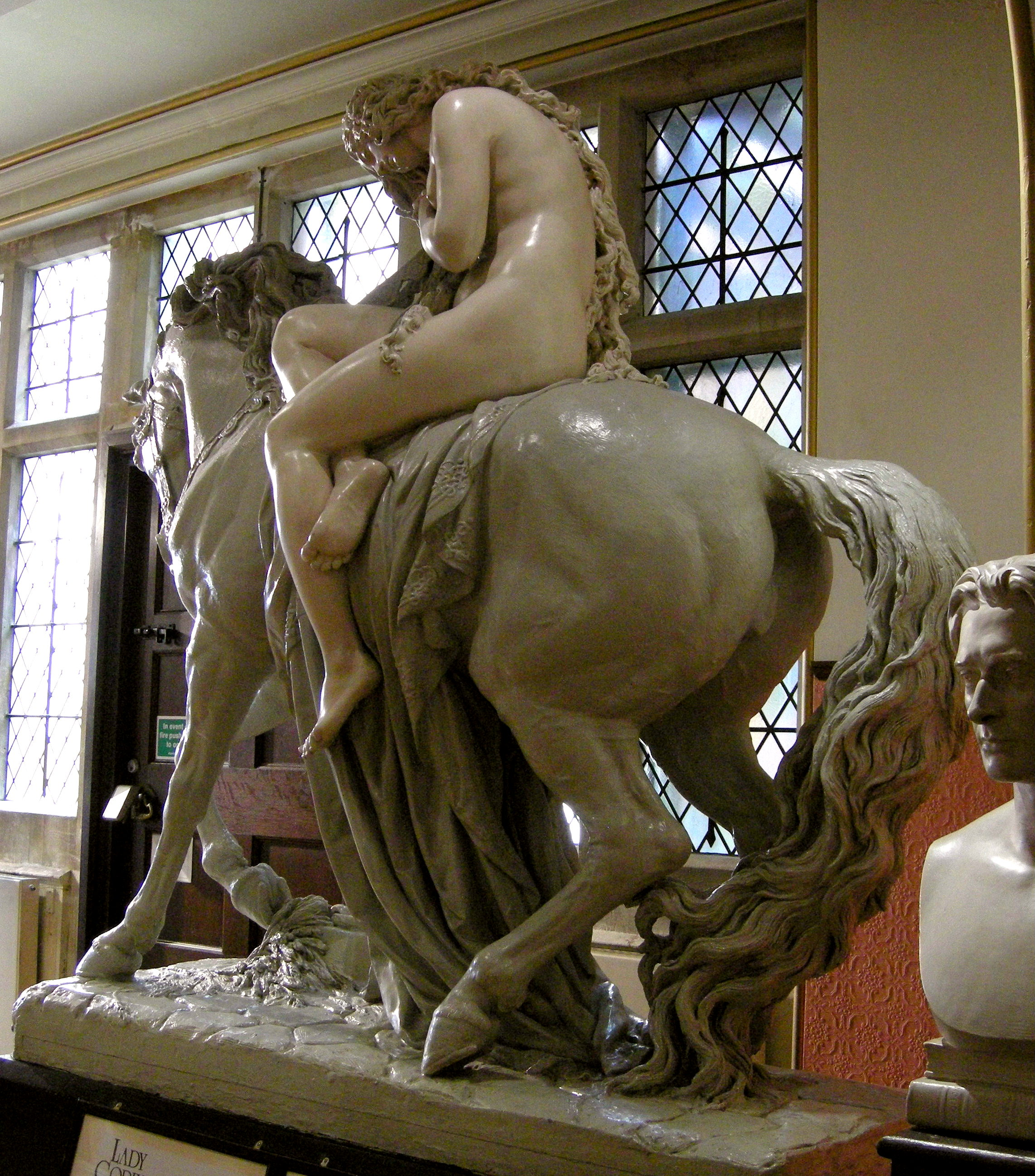
ジョン・トーマス作の彫刻、メードストン博物館

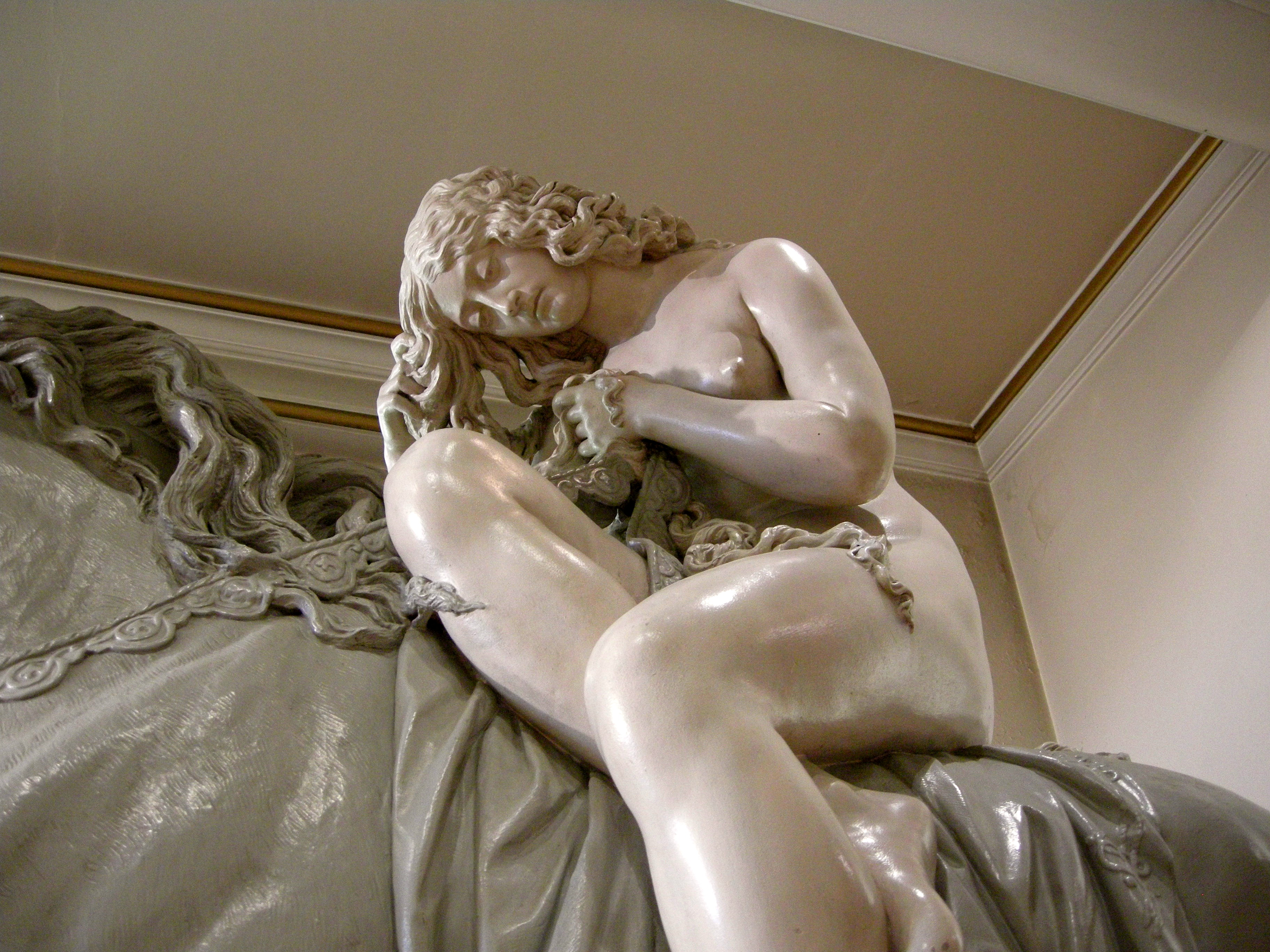
ジョン・トーマス作の彫刻の詳細。

英米で広く信じられている漠然とした伝説は、領民に対して情け深い夫人が、理不尽な夫に難癖をつけられて、素裸で長髪をなびかせ馬に乗り、町内を横断する羽目になった。町人は夫人に恩義を感じて、目をそむけ野次馬するのを差し控えたものの、ただ一人、トムという男が盗み見た。以来、ピーピング・トムといえば覗き見をする人間の代名詞となったというものであるが、このうちどの部分がどのように成立したかを以下に説明する。
この伝説については、ロジャー・オブ・ウェンドーヴァー（1236年没）の年代記、『歴史の花』がもっとも簡素かつ最古とされる典拠であるが、それは次のような記述である:

伯爵夫人ゴダイヴァは聖母の大そうな敬愛者で、コヴェントリーの町を重税の苦から解放せんと欲し、たびたび夫に対して祈願して（減税を）迫った。…伯爵はいつもきつく叱りつけ、二度とその話はせぬよう窘めたが、（それでもなお粘るので）ついに「馬にまたがり、民衆の皆がいるまえで、裸で乗りまわせ。町の市場をよぎり、端から端まで渡ったならば、お前の要求はかなえてやろう」と言った。ゴダイヴァは「では私にその意があればお許し頂けますのですね？」念をおしたが、「許す」という。さすれば神に愛されし伯爵夫人は、髪を解きほどき、髪の房を垂らして、全身をヴェールのように覆わせた。そして馬にまたがり二人の騎士を供につけ、市場を駆けてつっきったが、その美しいおみ足以外は誰にも見られなかった。そして道程を完走すると、彼女は喜々として驚愕する夫のところに舞い戻り、先の要求を叶えた。レオフリク伯は、コヴェントリーの町を前述の役から免じ、勅令（憲章）によってこれを認定した。
ロジャーの『歴史の花』よりも広く書写された中世時代のベストセラーに、同じ僧院の後輩マシュー・パリスによる補訂版ともいうべき『大年代記』があるが、その記述も上と大差はなく、誰にも見られなかったことを伯爵が「奇跡だと感じ入った」という部分のみが誇張である。
トマス・パーシー司教のフォリオ写本（1650年頃の写本）所収のバラッドの一篇「レオフリクス」(Leoffricus)では、伯爵はすでに市民に対し免税優遇策を施してはいたが、ただ「馬税」だけがいまだ徴収されていたので、妻のゴダイヴァ (Godiva) が、更にその撤廃を嘆願した。ゴダイヴァは、裸で馬乗りすることを命じられた日を指定して、町内中の役人に通知すると、役人たちは彼女の意を汲み、町民たちに命じて、「その日は家にこもって戸も窓も締め切るように」と言いつけた町民に屋内に閉じこもれという発令がされるのは、このバラッドが初だという。
また、「裸で」という言葉の解釈にも諸説あり、「長い髪が効果的に体を隠していた」「下着のようなものは身に着けていた」「貴族の象徴である装飾や宝石類を外した格好だったことを『裸で』と言い表した」など複数の説がある。ただし、彼女の時代の"naked"という語は「いかなる衣服も身につけず」という文字通りの意味であり、それ以上の比喩的な使い方があったわけではなく、後付的な解釈である感も否めない。また、領民のためではなく自らの懺悔のために行ったという説もある。

### ピーピング・トム (伝説)

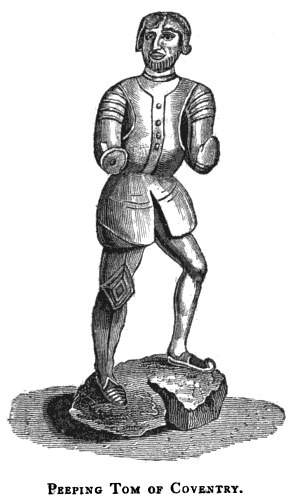
コヴェントリーの行事で展示されたピーピング・トムの木像。W. Reader (1826年の投稿記事)のスケッチ

町衆みんなが守った礼儀にさからって、一糸まとわぬゴダイヴァ夫人をただひとり覗き見したというピーピング・トム伝説は、文学作品から広まった形跡はない。これは17世紀以降、コヴェントリー地域の巷に出現した伝説である。
1826年に投稿された W. Reader という地元通の記事によれば、夫人をのぞき見した仕立屋がいたという伝説はそのころすでに定着しており、町をあげての恒例の祭り (Trinity Great Fair 現今en:Godiva Festival) では、ゴダイヴァ夫人に扮した人が行列に参列し (Godiva processions)、街角には「ピーピング・トム」と呼ばれる木像が置かれるしきたりであった（そのイラスト画像などは#二次資料を参照）。同記事の筆者は、この木像の甲冑・異称などから、それがチャールズ2世（1685年没）時代頃のものと推定する。また、古物収集家ウィリアム・ダグデール （1686年没）が、その巨著らのなかで「のぞき野郎」のことにひとことも触れていないことから、伝説の発祥はその後と結論した。
ゴダイヴァ夫人の行進の行事が初めて開催されたのは1677年であるが、翌1678年にはジェームズ・スウィナートンという男の子がゴダイヴァ夫人役だったという。

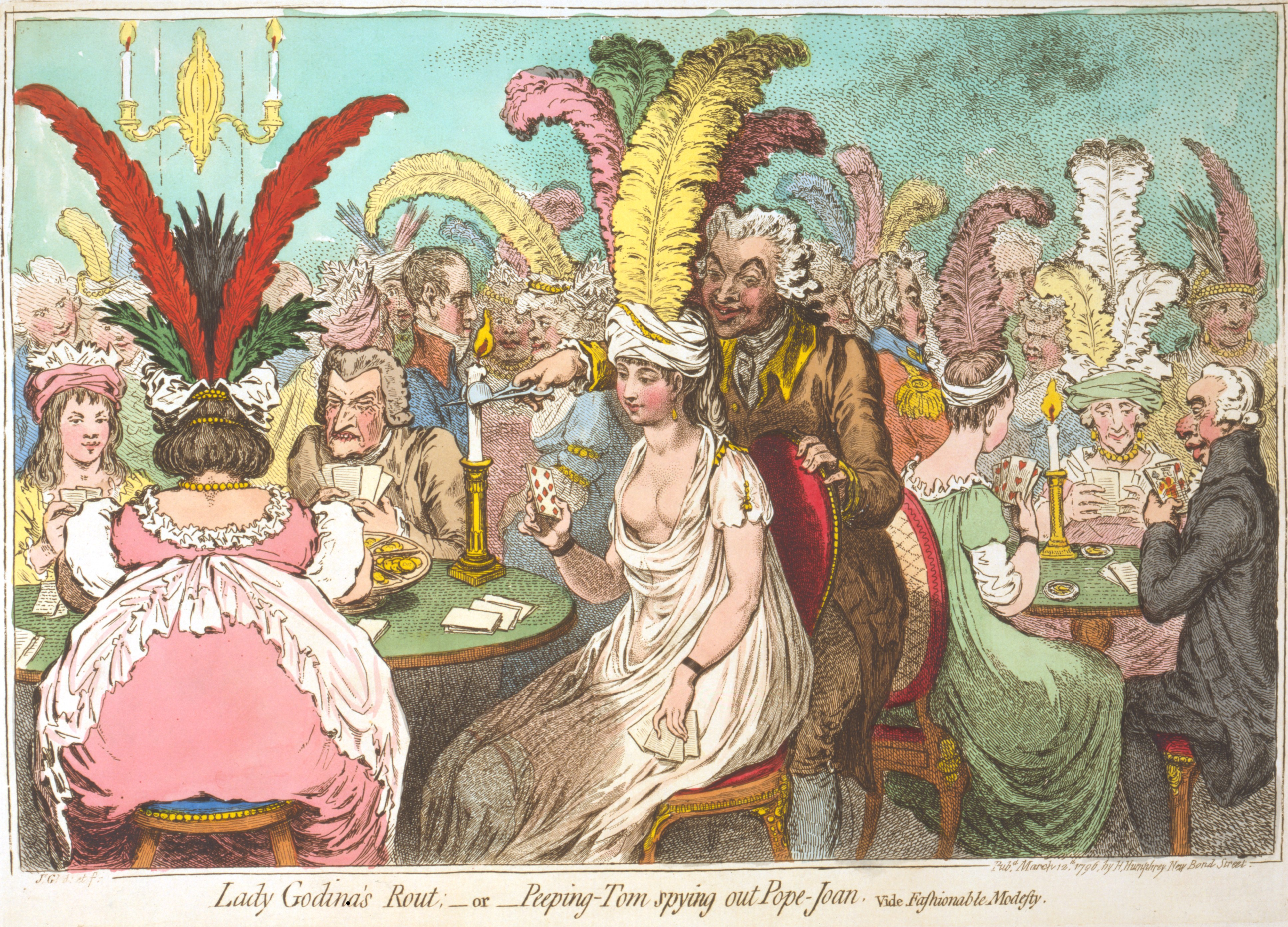
風刺画家ジェームズ・ギルレイの「レディ・ゴダイヴァの敗走、あるいは――教皇ヨハンナを追うピーピング・トム」（1796年）。当時のファッションを風刺することでこの伝説に訴えかけた。

文献における「覗き男」登場の経緯については『英国人名事典 (DNB 1890) 』に詳しい。まず歴史家ポール・ド・ラパン＝トワラ （1732年）がルポタージュする地元事情によれば、戸窓を閉めきって見るな、死罪に処すぞ、ときついお達しがあったのにのぞき見した男がおり、そいつは命で償ったというのが町の言い伝えであり、町ではこの故事を記念し、男の像が一軒の家の窓から外を覗くように飾ってあると報告する。次にトマス・ペナント『チェスターからロンドン』( 1782 年)によれば、 のぞき見したのはとある仕立屋だったとし、ゴダイヴァ夫人の行進では、ゴダイヴァ役が、むろん全裸ではないが、四肢にぴったり合わせた純白の絹衣をまとうとしている。英国人物事典によれば、「ピーピング・トム」が名指しで文書に登場する最古例はコヴェントリー市の公式年代記（1773年6月11日付）で、木偶に新しいかつらと塗料が支給された記録である。
このほか、覗き男の名がアクティオン(?)(Action) であったという1700年以前の書簡があるという。
トム（トーマス）という名はアングロサクソン名ではないので、実在のゴダイヴァ夫人の時代の領民の名としてはありえないことが指摘されている。またトーマスはこののちに天罰がくだって盲目にされた、あるいは住民によって視力を奪われてしまったとも伝えられる。

### ピーピング・トム (俗語)
ピーピング・トム (Peeping Tom) は英語の俗語で、覗き魔のこと。ゴダイヴァ夫人の裸身を覗き見た上記の男の名に由来する。日本語の同意の俗語「出歯亀」（でばがめ）に相当。

## 史実

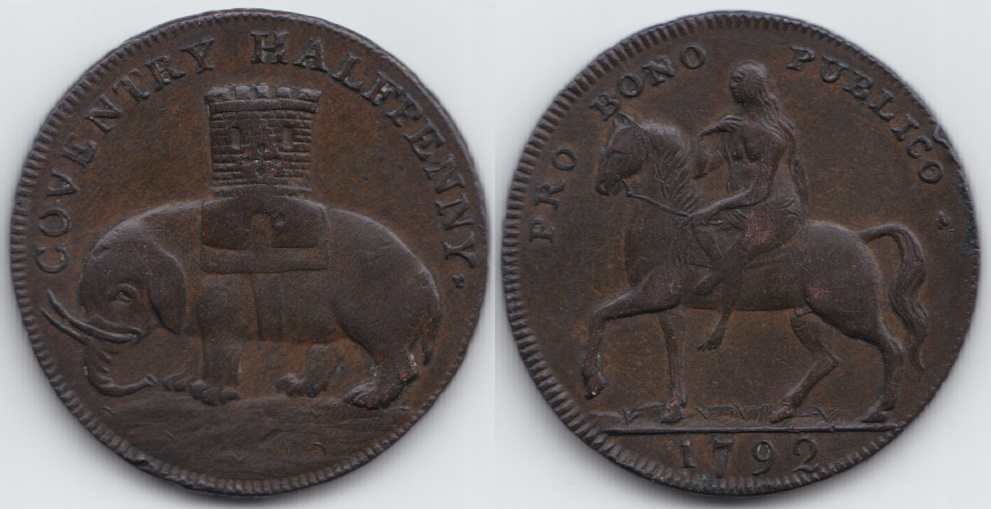
ゴダイヴァ夫人の描かれた1792年のコイン（右）

マーシア伯レオフリック（ -1057年）の妻。名前の綴りは一定してしない。アングロサクソン名は Godgifu または Godgyfu であり、これはgood giftを意味する。Godiva はラテン語風の綴りである。イーリー大聖堂年代記 Liber Eliensis (12世紀末) によれば、ゴダイヴァという名の伯爵未亡人が1028-9年頃、死期を悟り同寺院に土地を寄贈したとあるが、もしこれと同一人物であるとすれば、その彼女が病状から回復して、そののちにレオフリックと再婚したことになる。
レオフリックもゴダイヴァも共に信仰活動に熱心であった。ロジャー・オブ・ウェンドーヴァーによれば、レオフリック伯が1057年に死去したとき、みずから建立したコヴェントリーの修道院に埋葬されたが、この建立は妻であるゴダイヴァ伯爵夫人の助言によるものであったという。このベネディクト会修道院、聖メアリーの小修道院は、1043年に設立されたが、修道院解散令に廃院となった 。下って1050年代には、ウスター市の聖メアリー修道院 (St Mary's Priory) への土地の寄進状において、またリンカンシャー州のストウの聖メアリー教会(Minster Church of St Mary, Stow in Lindsey)の建立勅令にも、ゴダイヴァ(Godgife)の名がレオフリックの名と連記されている 。さらに夫妻の名前はレオミンスター、チェスター、マッチウェンロック、エヴェシャムの教会堂の後援者として記録されている。
1057年にレオフリックと死別した後、未亡人としてノルマン・コンクエスト後まで生き延びた。ウィリアム1世による検地台帳「ドゥームズデイ・ブック」には、ノルマン人によるイングランド征服後もわずかながら残ったアングロサクソン人領主の一人として、また唯一の女性領主として記されている。ただし土地調査が行われた1086年には既にゴダイヴァは死去していたとする説もあり、1066年から1086年の間に死去したとする説、1067年9月10日をゴダイヴァの命日とする説など諸説ある。また、ゴダイヴァの墓所についても、夫の隣に埋葬されたとする説、すでに現存しないエヴェシャムの教会に埋葬されたとする説など諸説ある。

これらの史実から、コヴェントリーの街を裸で馬に乗って行進したという「有名な伝説は事実ではない」というのが歴史家の一致した見解である。

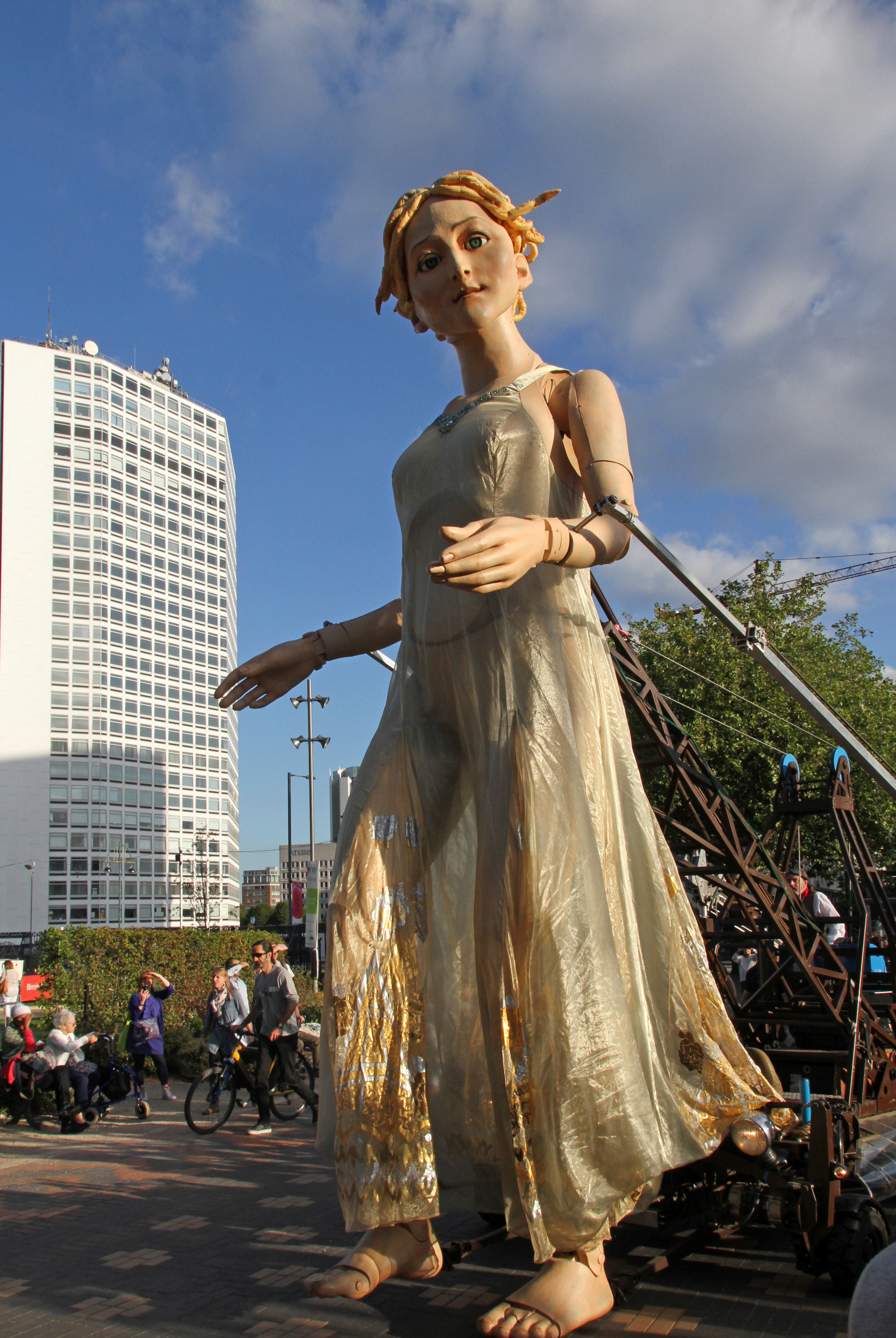
服を着た状態のゴダイヴァ夫人の像、コヴェントリー
コヴェントリーの旗

## コヴェントリーとゴダイヴァ夫人

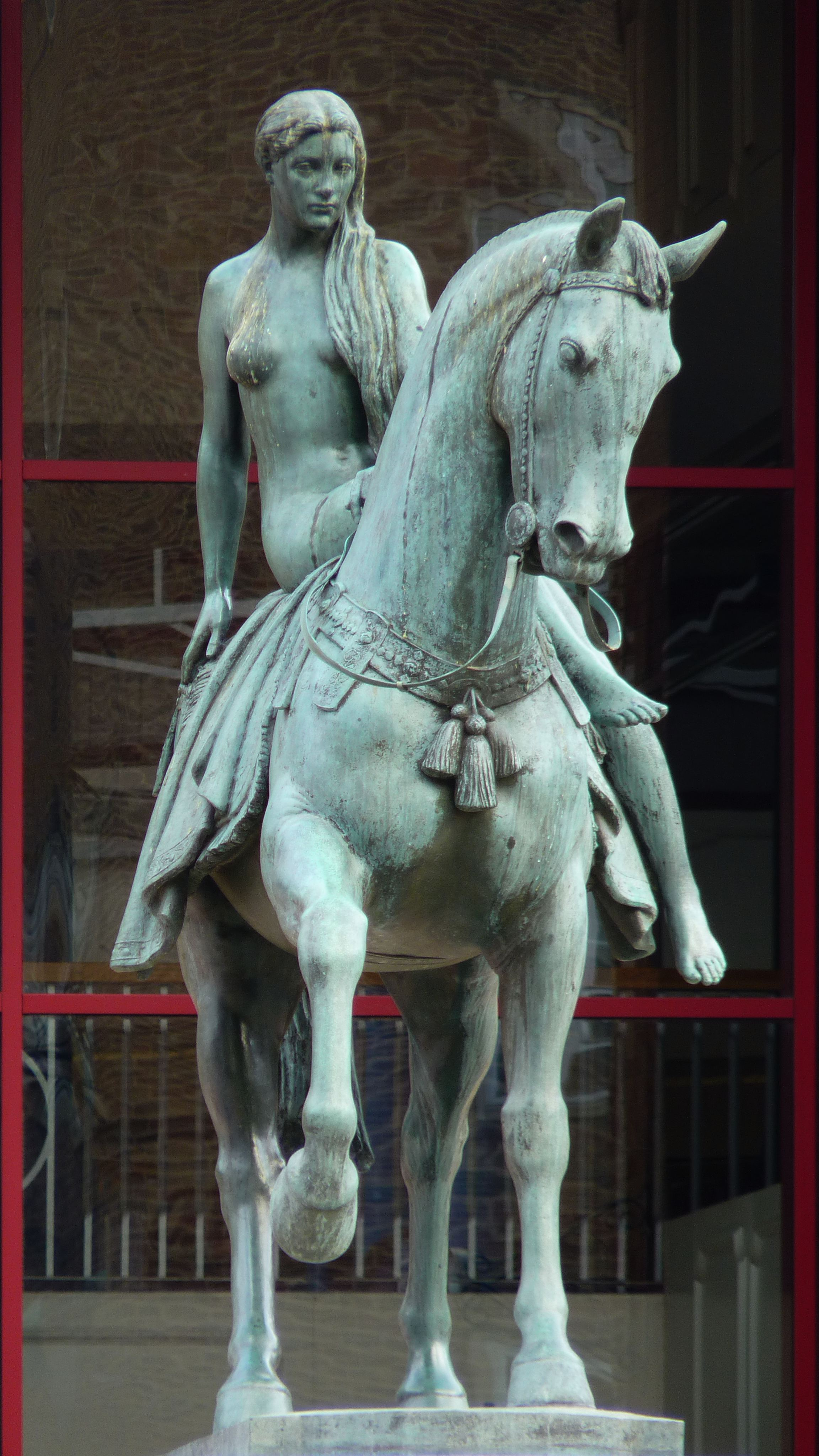
ウィリアム・レイド・ディック卿によるゴダイヴァ夫人の騎馬像

コヴェントリーはゴダイヴァ夫人の故事で有名であり、2018年に制定された市の新しい旗は馬に乗ったゴダイヴァ夫人のシルエットになっている。
市の中央広場であるブロードゲイト（Broadgate）には、ゴダイヴァ夫人の騎馬像がある（位置は北緯52度24分28.95秒 西経1度30分37.39秒 / 北緯52.4080417度 西経1.5103861度）。この像はウィリアム・レイド・ディック(en:William Reid Dick)卿（1878-1961）によって彫られ、1949年10月22日に当時のアメリカ合衆国大使夫人のダグラス夫人によって除幕されたものである。
像の寄進者はコヴェントリーの企業家であった W H バセット＝グリーン(W H Baddett-Green) (1870-1960)であり、像の台座後面にそのことが明記されている。彼は当時の20,000ポンドをかけて像の制作を1937年にウィリアム卿に依頼し、像は1944年に完成していた。
像の正式の名称はSelf Sacrifice（「自己犠牲」の意であり、像の台座正面に刻印されている。）であるが、通常はLady Godiva Statueと呼ばれている。その後、この騎馬像の上空にテント式の天蓋（en:canopy）が設置されたが、市民の評判が悪いこともあり、2008年10月に撤去された。さらにその後、騎馬像を囲むフェンスも撤去された。この像は、1998年4月15日に、イングランド遺産のグレードⅡ* に指定されている。

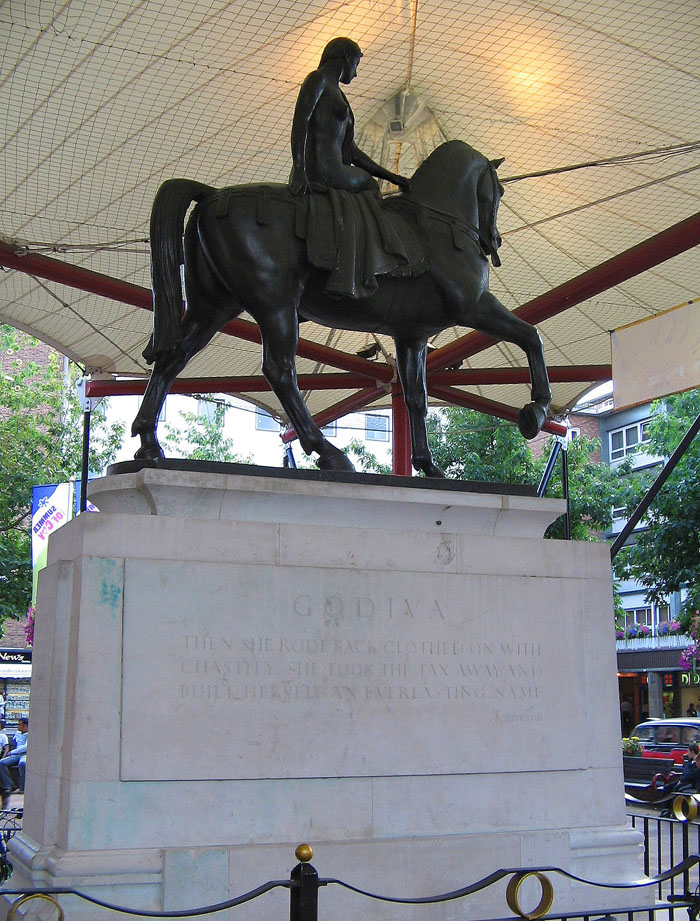
天蓋に覆われていた時の騎馬像
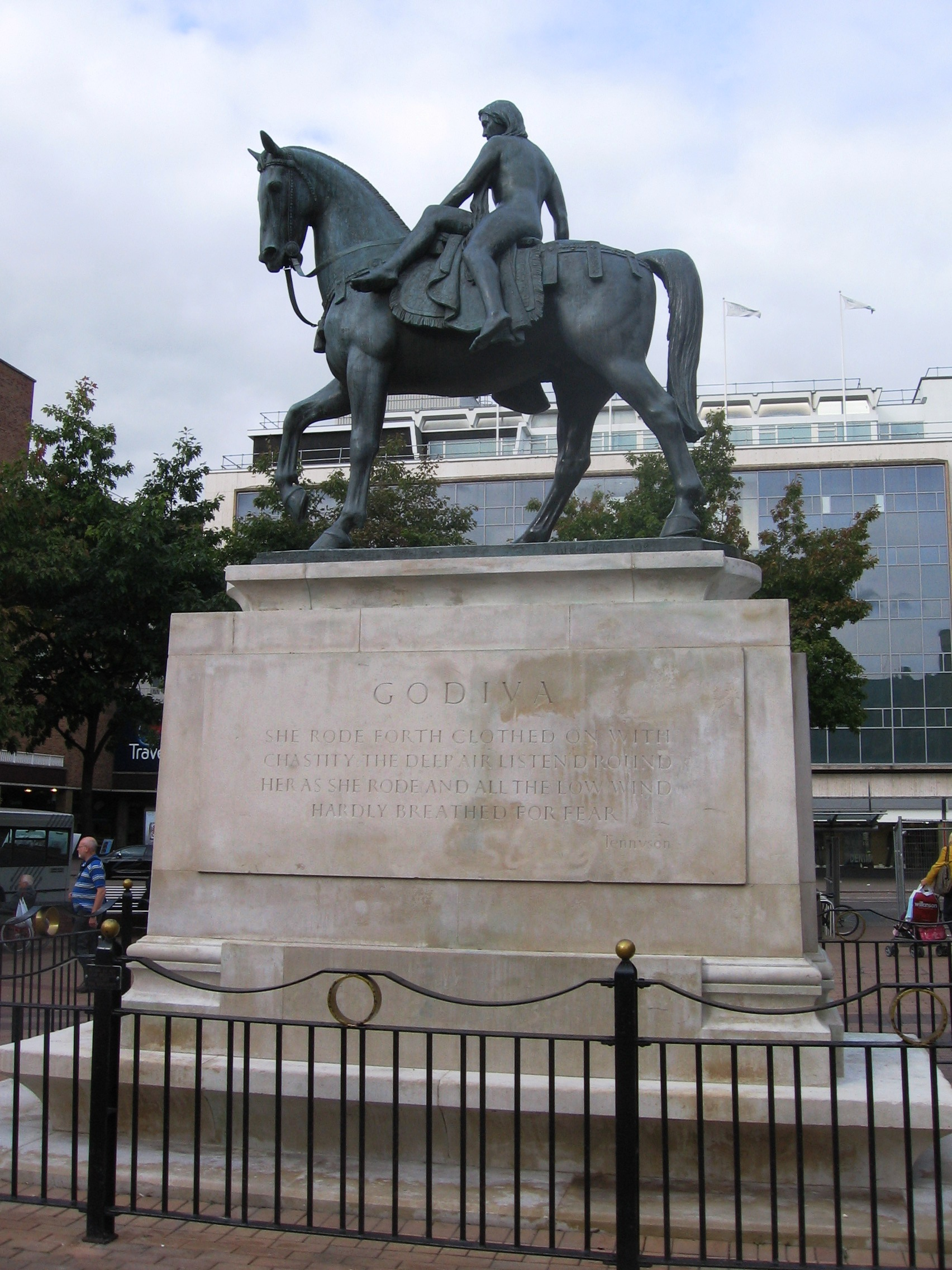
2008年10月に天蓋が撤去された後の騎馬像（回りのフェンスもその後に撤去された）

騎馬像の台座の側面にはアルフレッド・テニスンによる次の詩が刻まれている。
- 馬の進行方向左側の台座：GODIVA/SHE RODE FORTH CLOTHED ON WITH/CHASTITY THE DEEP AIR LISTEN D ROUND/HER AS SHE RODE AND ALL THE LOW WIND/HARDLY BREATHED FOR FEAR/Tennyson

- 馬の進行方向右側の台座：GODIVA/THEN SHE RODE BACK CLOTHED ON WITH/CHASTITY SHE TOOK THE TAX AWAY AND/BUILT HERSELF AN EVERLASTING NAME/Tennyson

時代別と撮影方向別のゴダイヴァ夫人の騎馬像の写真については、ウィキメディアコモンズのMedia in category "Lady Godiva (by William Reid Dick)" Wikimedia Commons　を参照のこと。

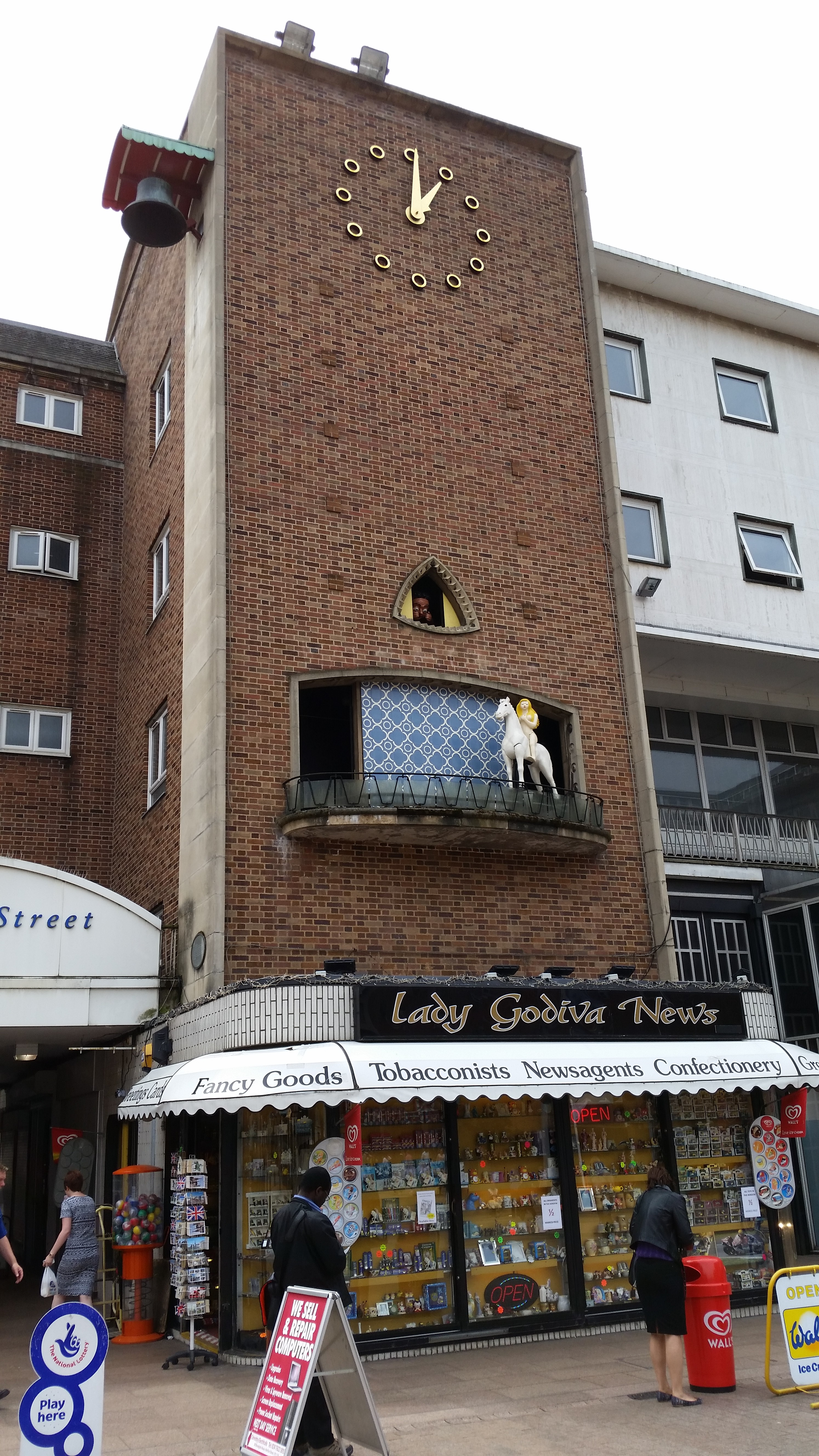
コヴェントリーのブロードゲイトハウス（市庁舎）の塔に設置されているゴダイヴァ時計

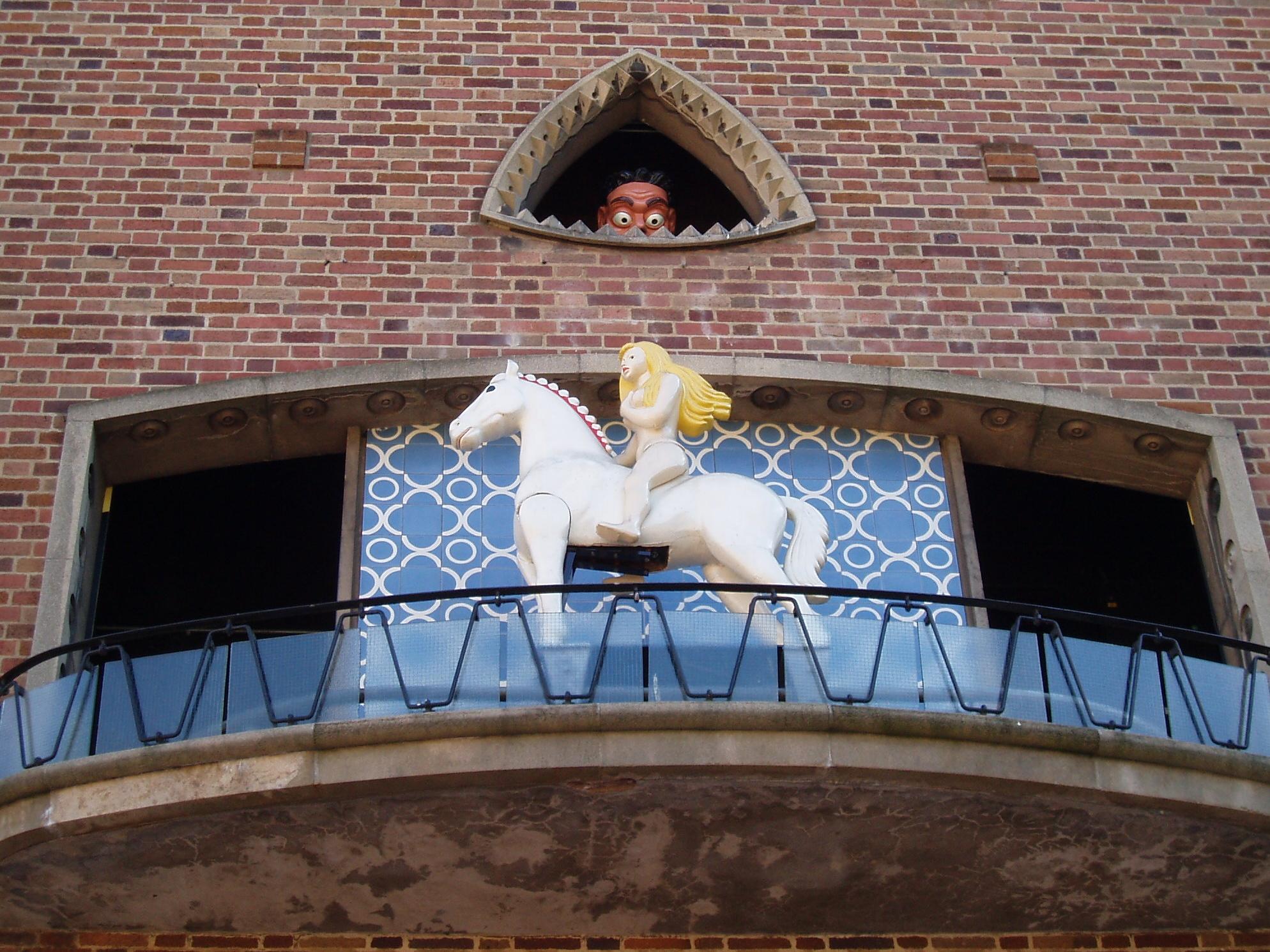
ゴダイヴァ時計の詳細　ピーピング・トムが見下ろしている。

### ゴダイヴァ時計
騎馬像の南に当たるBroadgate House（市庁舎）の塔には、1953年に設置されたゴダイヴァ時計（Godiva Clock）という仕掛け時計がある。毎正時に白馬に跨がったゴダイヴァ夫人の人形が現れ、それを上からピーピング・トムが覗くという仕掛けになっている。ゴダイヴァ夫人の騎馬像は当初はこのゴダイヴァ時計に向き合うように（南向きに）設置されていたが、1990年に90度方角が変えられ、西を向くようになった。

## ギャラリー

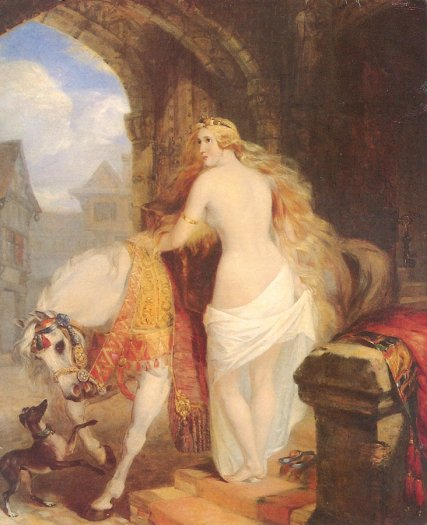
マーシャル・クラクストン作。1850年の作品
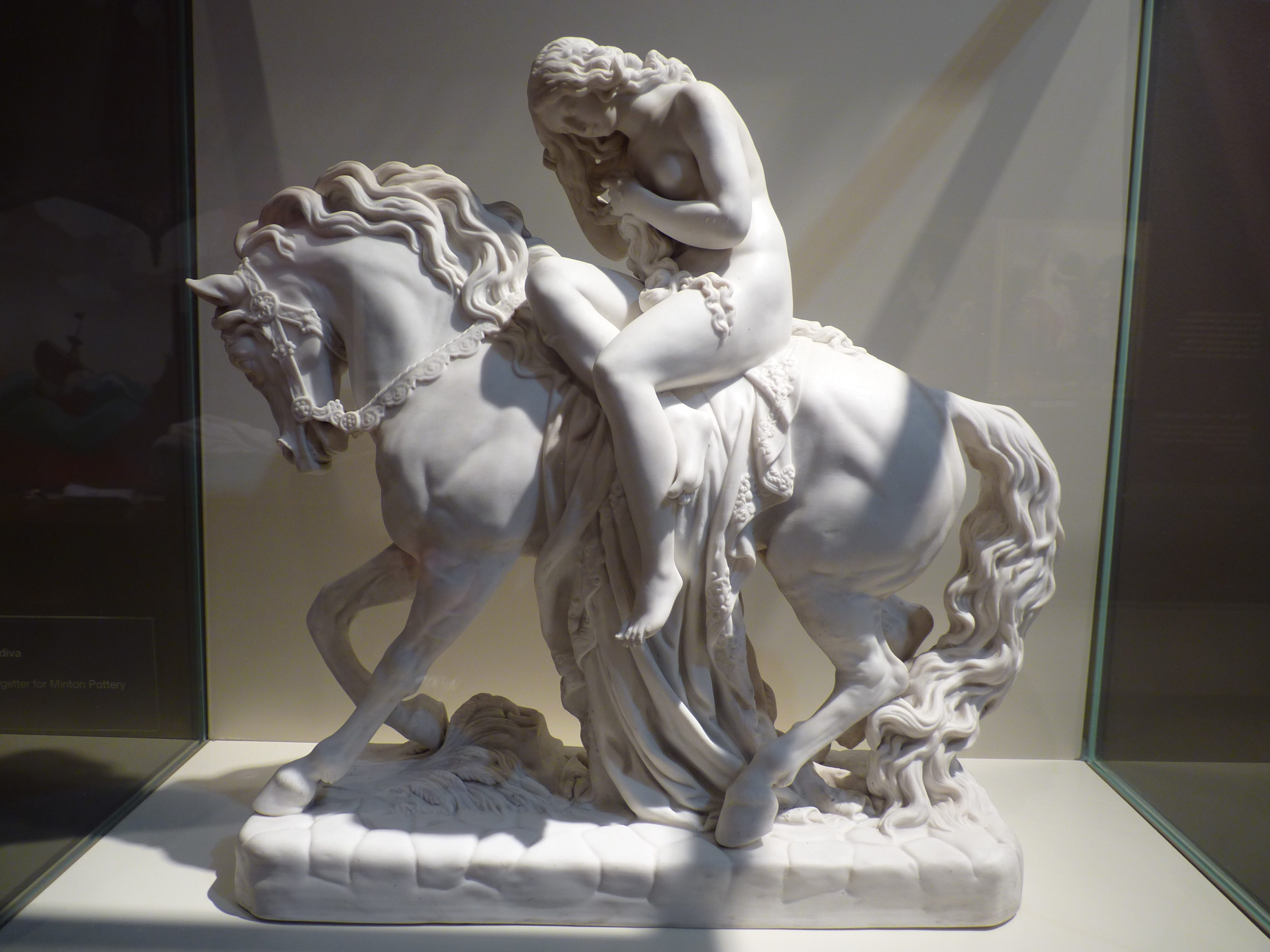
ハーバート美術博物館の像
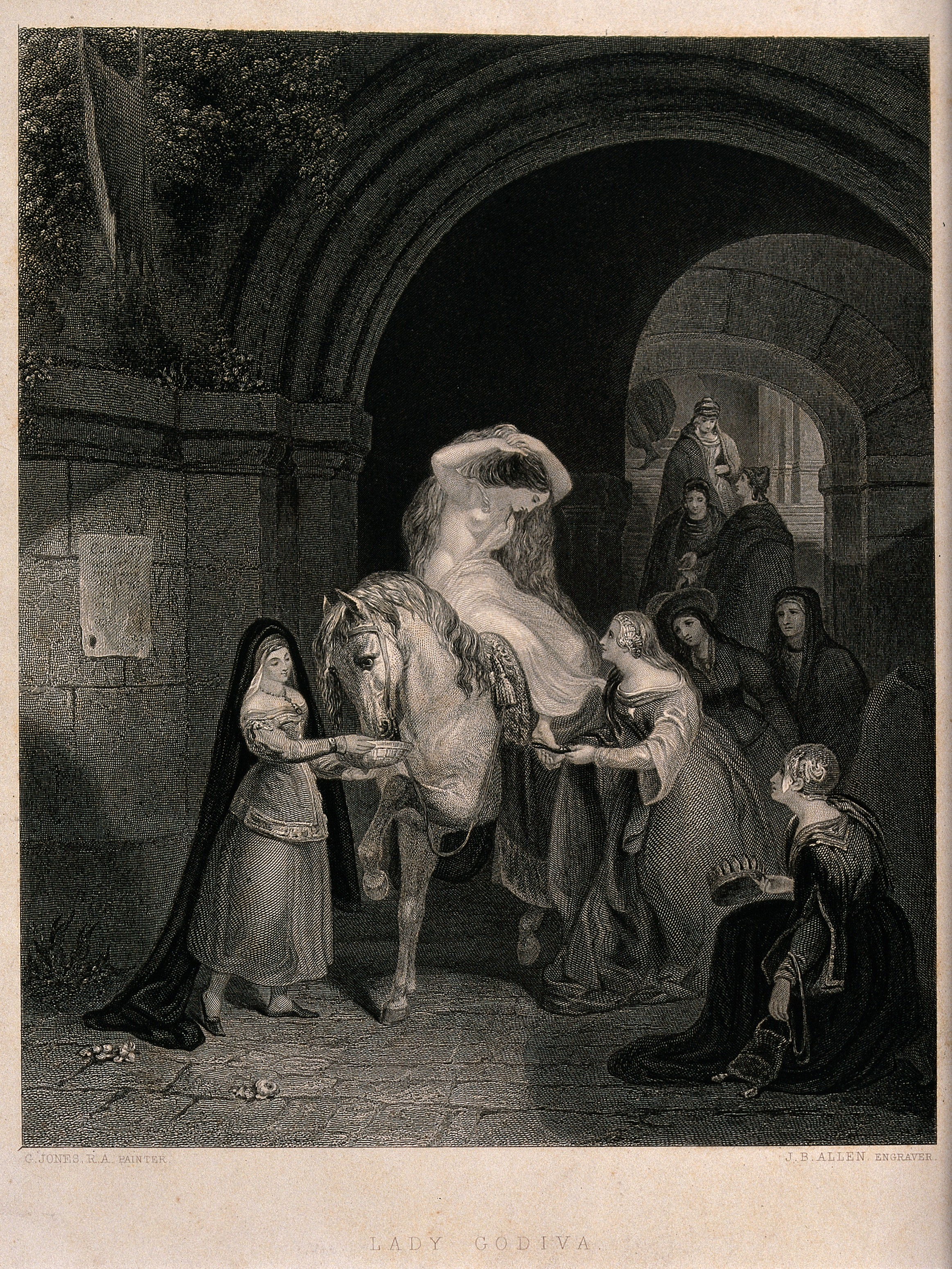
シュミーズを着たゴダイヴァ夫人の絵
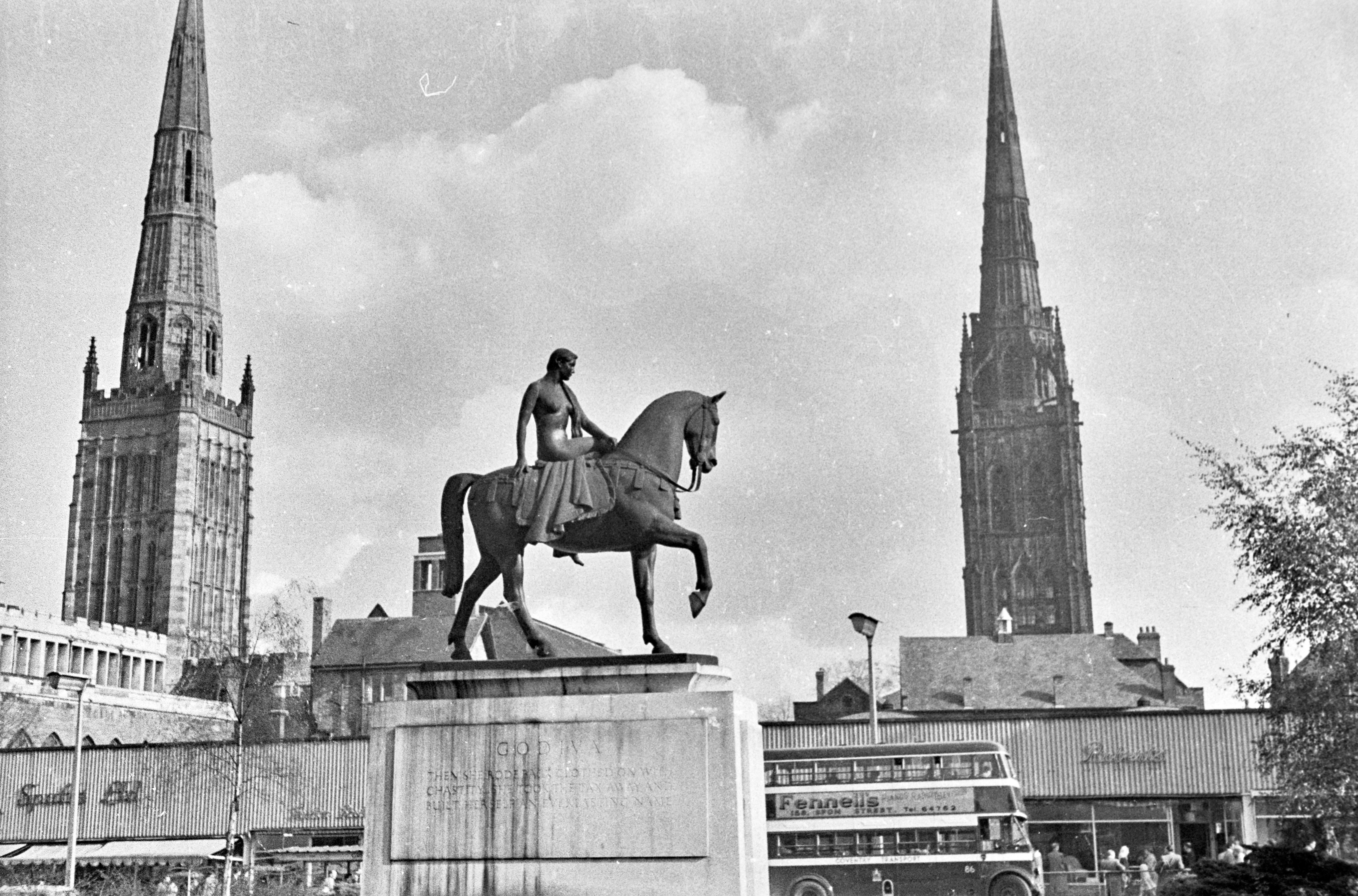
コヴェントリーの像（モノクロ）
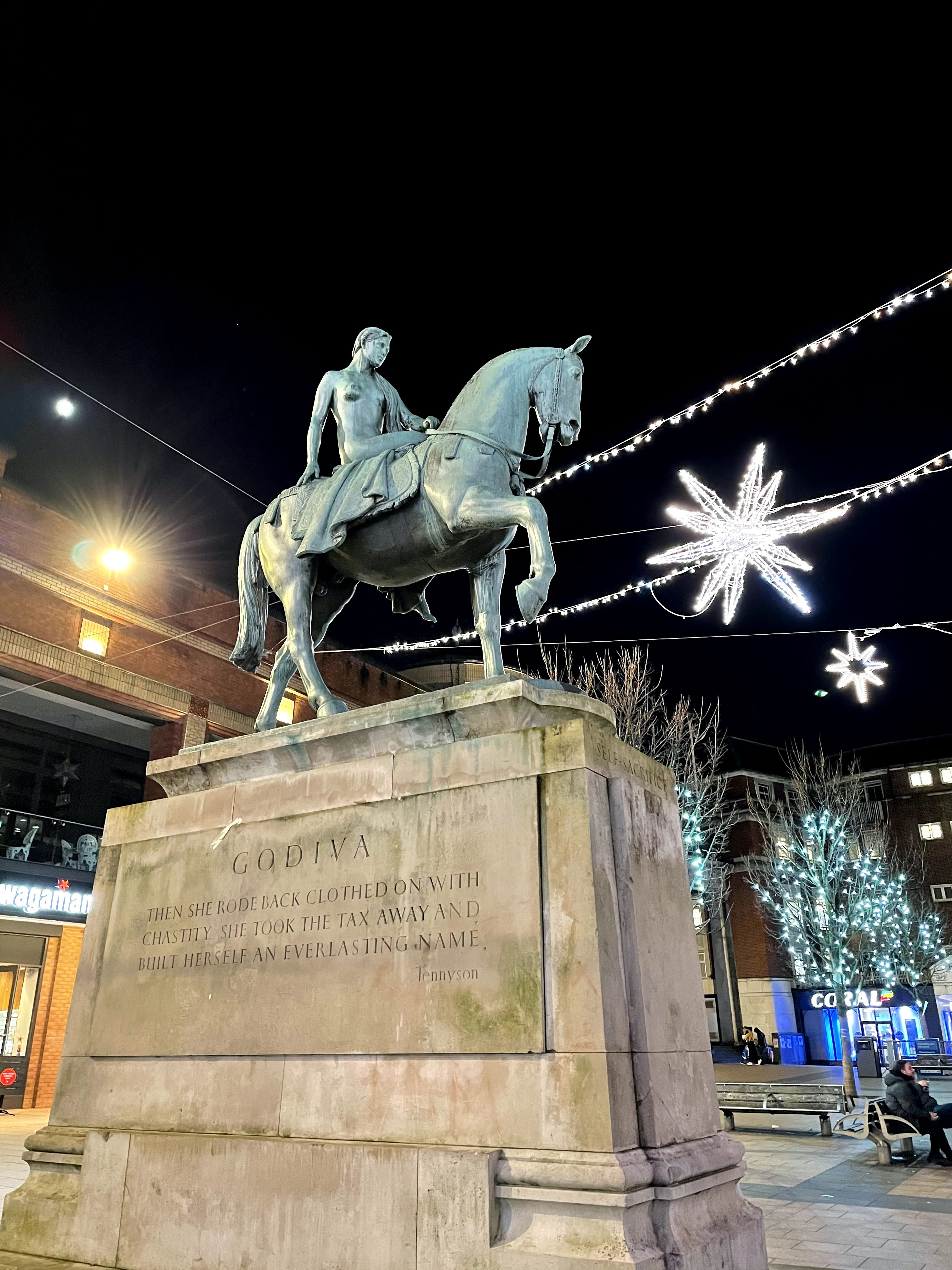
ウィリアム・レイド・ディック作の彫刻。
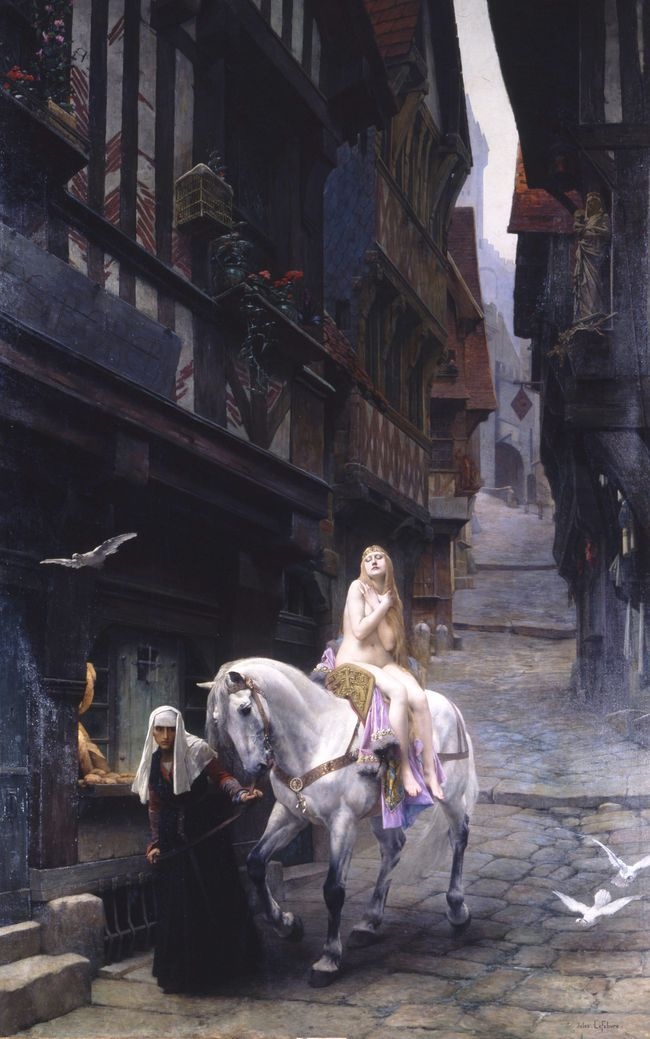
ジュール・ジョゼフ・ルフェーブル作。1891年の作品
ジョゼフ・ヴァン・レリウス作。1870年の作品
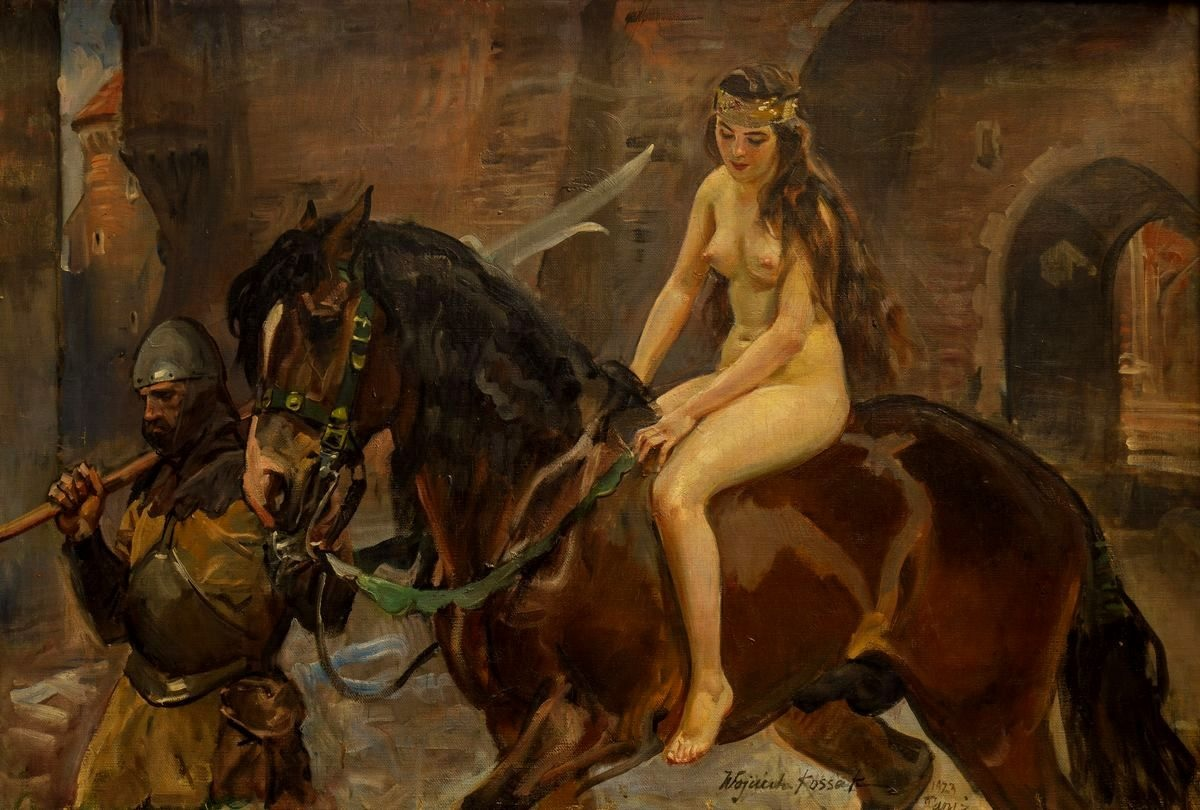
ヴォイチェフ・コサック作。1923年の作品
アダム・ファン・ノールト作。1586年の作品
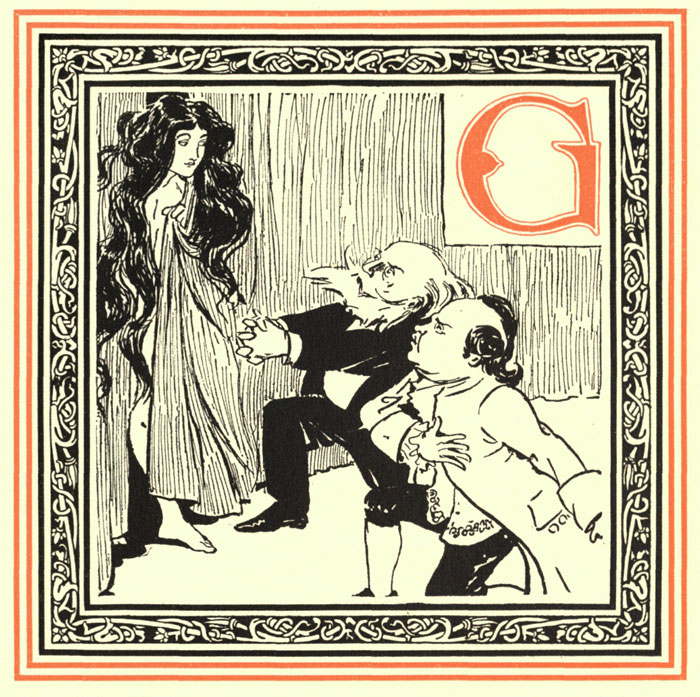
オリバー・ハーフォード『An alphabet of celebrities』より
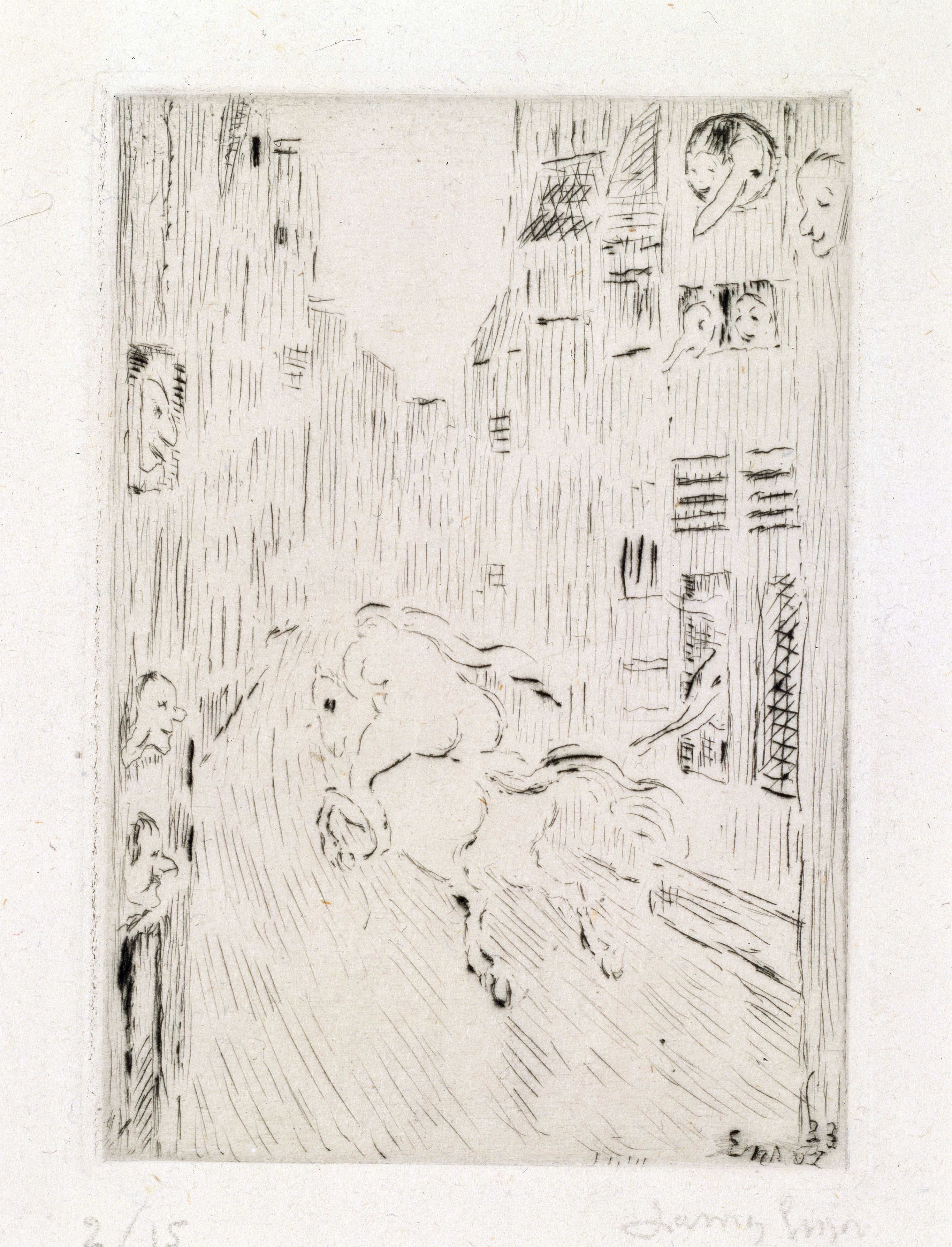
ジェームズ・アンソール作。1933年の作品
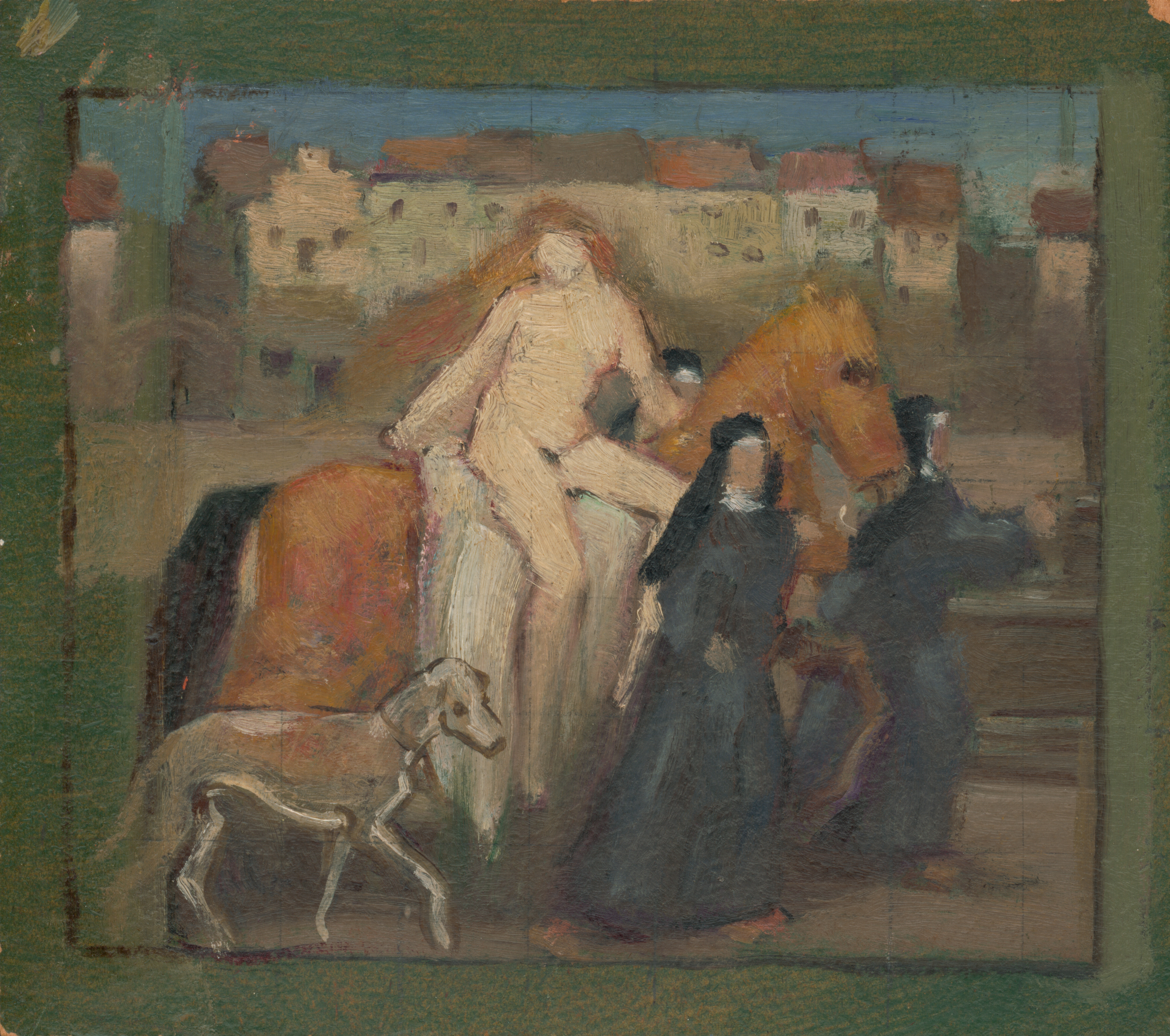
ミラン・トムカ・ミトロフスキー作。1922年の作品
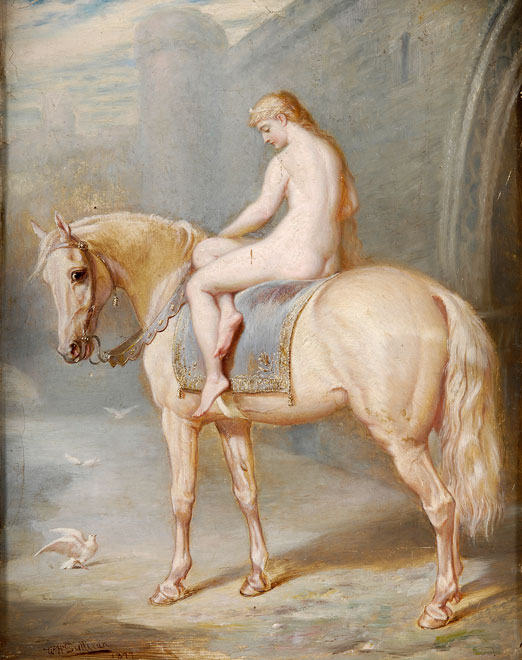
ウィリアム・ホームズ・サリヴァン作。1877年の作品
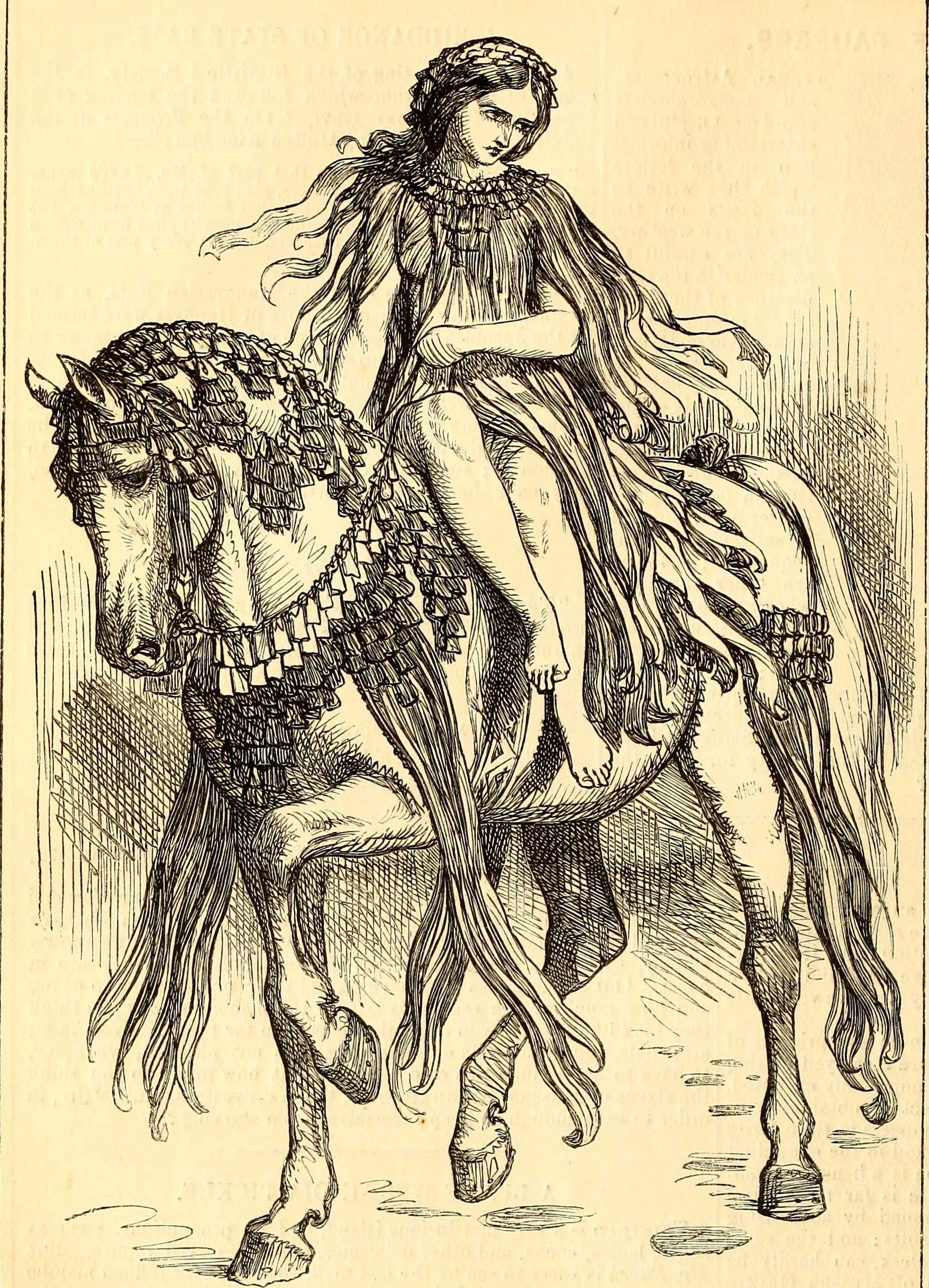
『パンチ』誌より。1841年
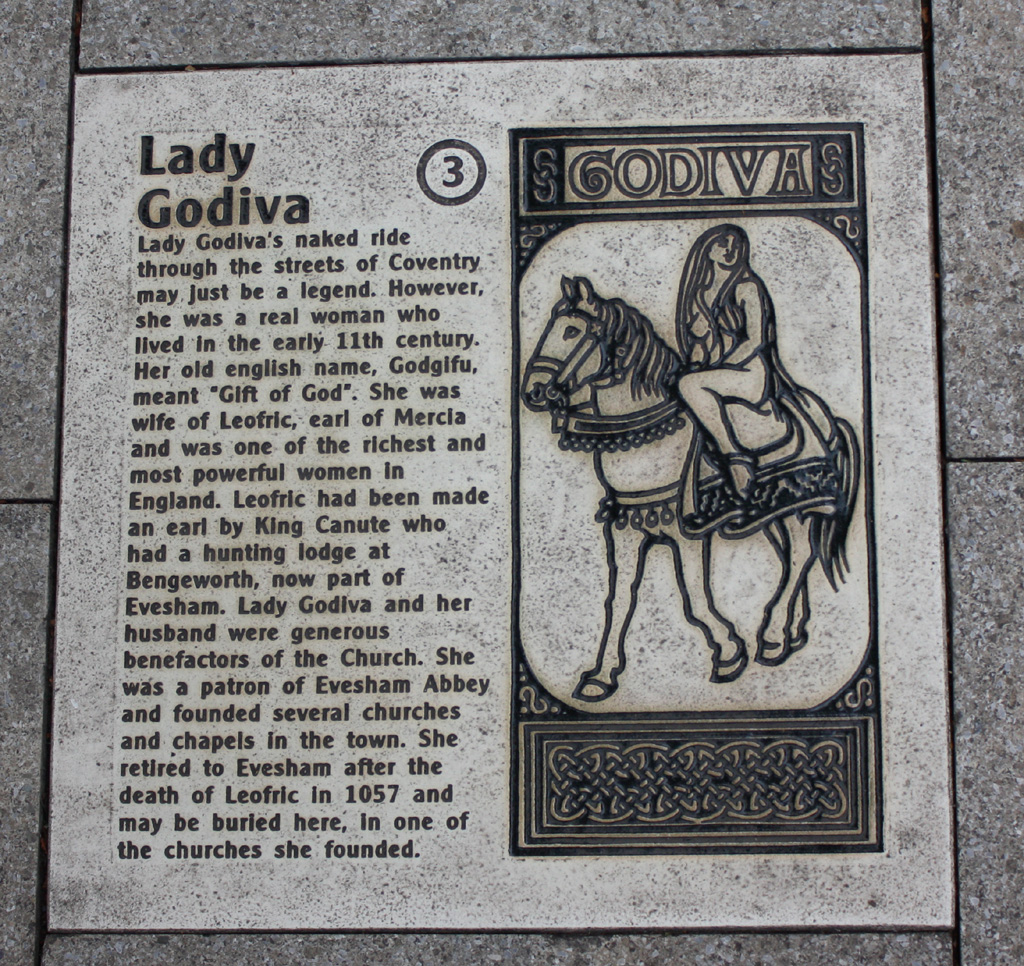
レリーフ
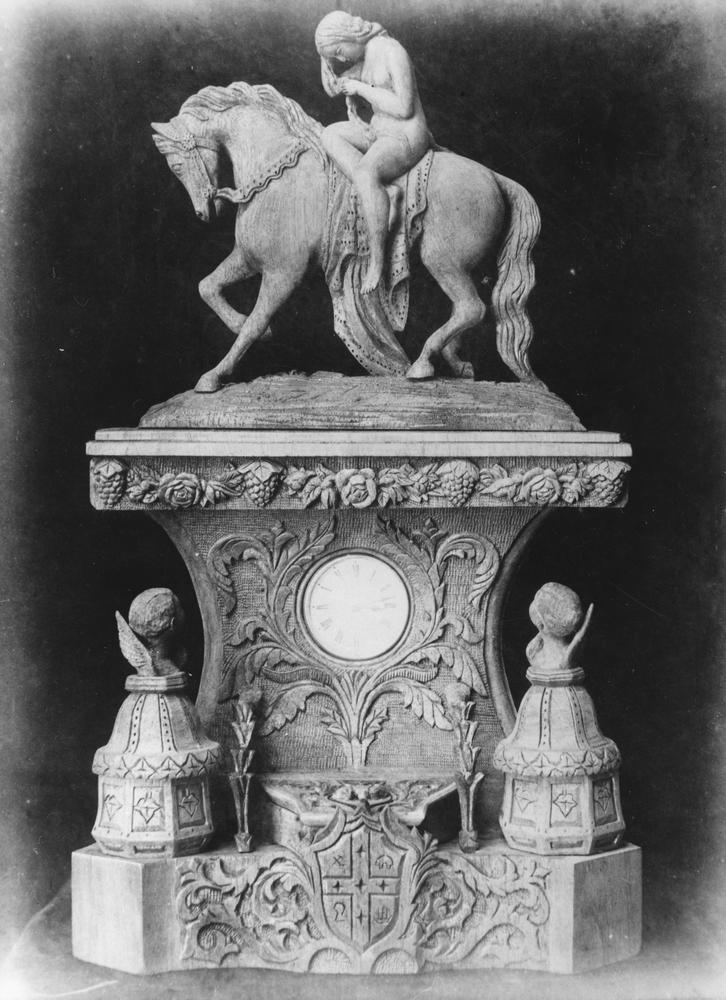
時計
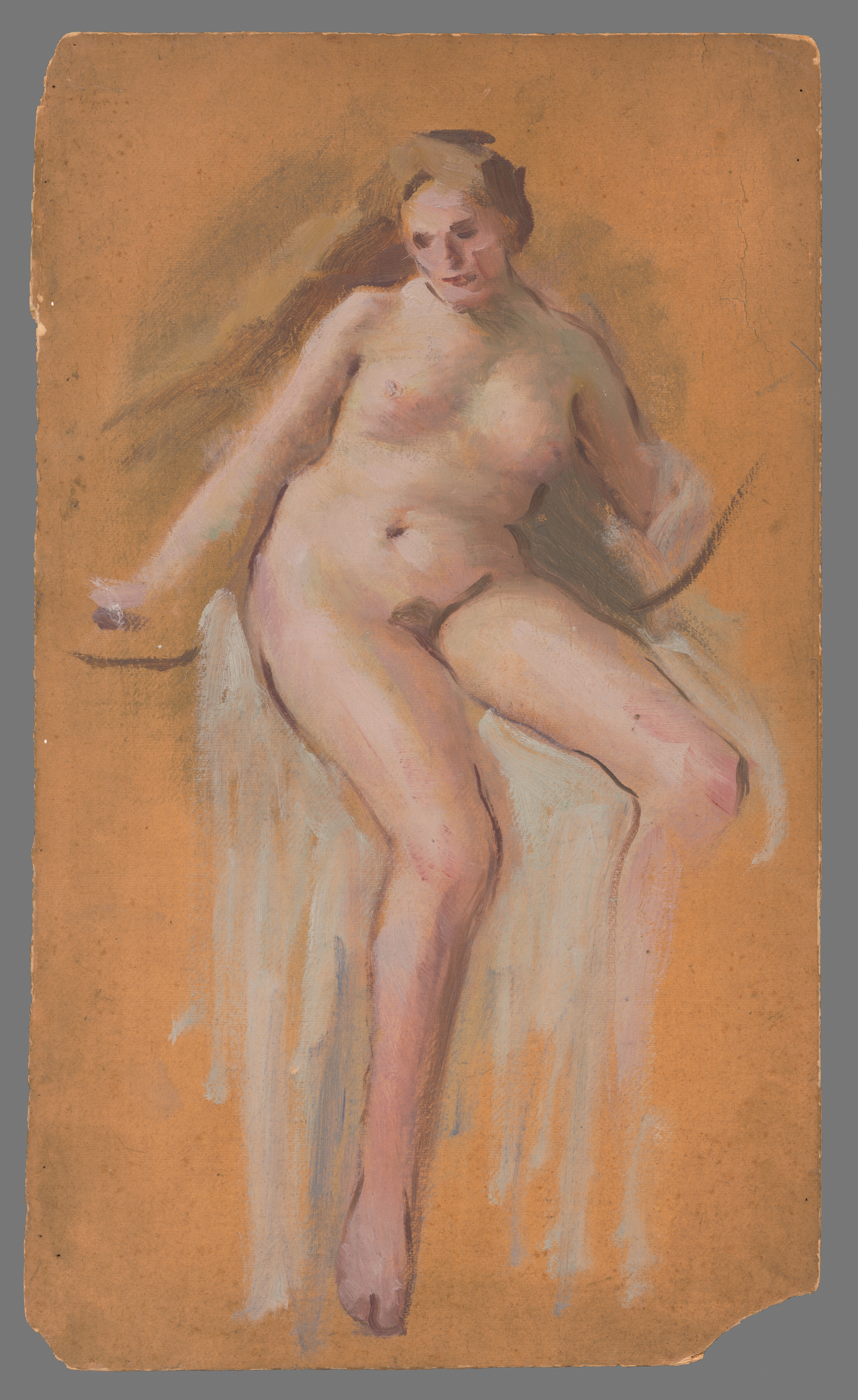
ミラン・トムカ・ミトロフスキー作。1895年の作品
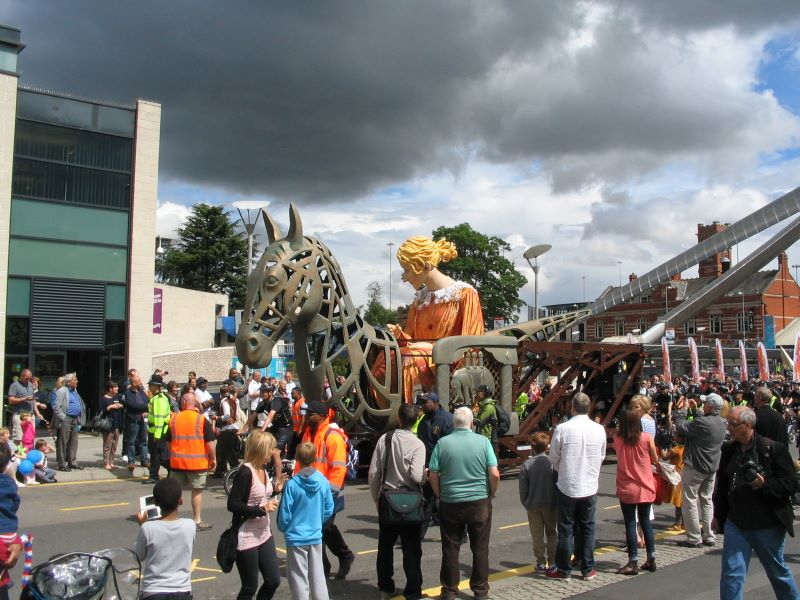
馬に乗ったゴダイヴァ夫人像
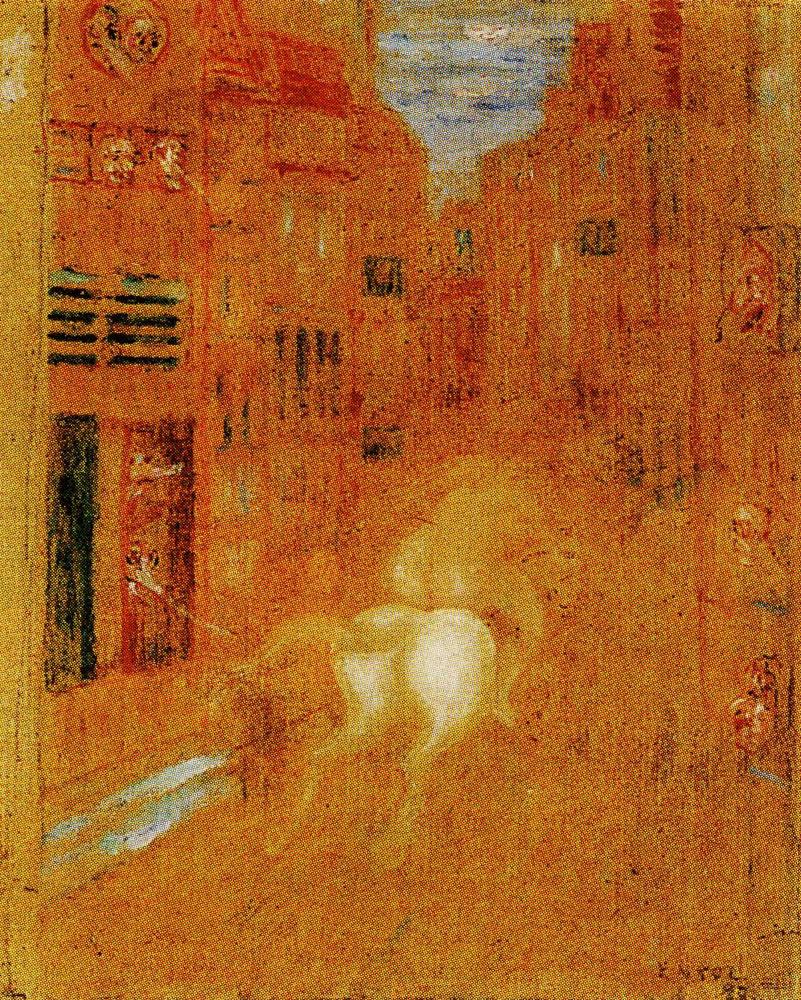
アンソール作。1927年の作品
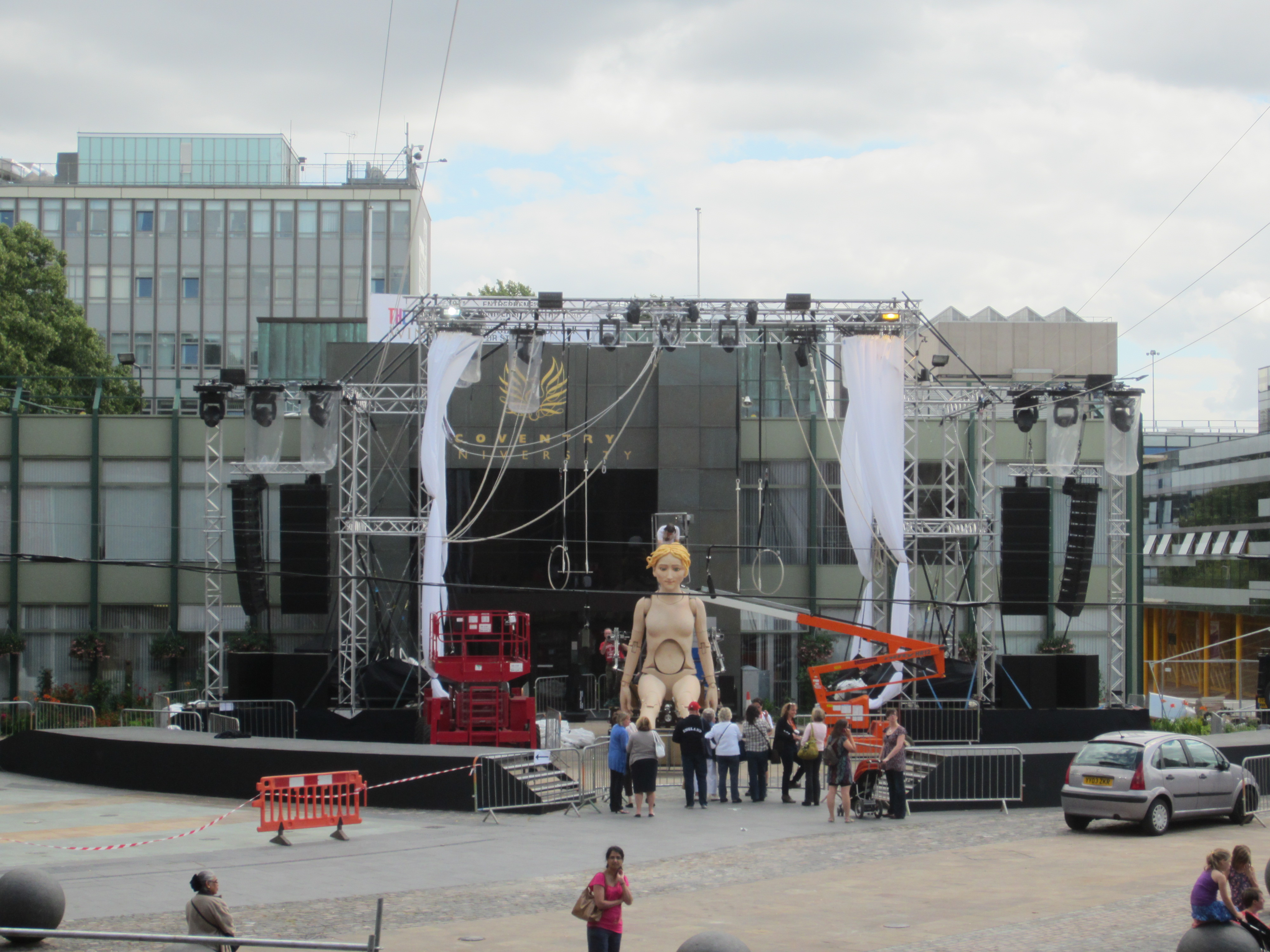
裸のゴダイヴァ夫人像

## その他
- 欧米では、増税反対などの街頭抗議デモを行う際に、ゴダイヴァ夫人の故事にならい、スキンカラーのボディスーツをまとった女性が白馬にまたがり、ねり歩くパフォーマンスを行うことがある[38][39][40]。
- SF作家ロバート・A・ハインラインは、「効果的なパフォーマンス」「印象的な出来事」の例として、ゴダイヴァ夫人の故事を頻繁に引用している。
- ノースロップ・グラマンF-14トムキャット戦闘機の偵察機バージョン（偵察ポッドを搭載）は、ニックネームがピーピング・トムである。
- クイーンの楽曲「ドント・ストップ・ミー・ナウ」の歌詞では、競技用自動車について、ゴダイヴァ夫人のように駆け抜けると表現されている。
- ゴディバ実験装置は放射線を遮蔽するシールドが無いため、服を着ていないゴダイヴァ夫人に喩えて命名された。

### 一次資料
- 勅令など史料
  - Coxe, Henry O.,  編 Rogeri de Wendover, Chronica, sive Flores Historiarum, Vol. 1, London, 1891 p.496-7 (A.D. 1057)
  - Thorpe, Benjamin (ベンジャミン・ソープ), Diplomatarium anglicum aevi saxonici: A collection of English charters, Vol. 1 (London, 1865) (古英語と現代英語対訳) (books.google)
- 史書
  - Roger of Wendover, Flores Historiarum
    - Giles, J. A., ed. (1899) (google), Roger of Wendover's Flowers of History, 1, London: Henry G. Bohn, p. 314(英訳)

  - Matthew Paris, 
    - Yonge, C. D. (1853) (google), The Flowers of History, .. collected by Matthew of Westminster, 1, London: Henry G. Bohn, pp. 544-(英訳)
- 創作
  - Hales, John W.; Furnivall, Frederick J., eds. (1868), “Leoffricus” (google), Bishop Percy's folio manuscript: Ballads and romances (London) 3:  pp. 477-

### 二次資料
- Daniel Donoghue (December 2002). Lady Godiva: A Literary History of the Legend. Springer. ISBN 978-1405100472
- (anonymous), The history of lady Godiva and Peeping Tom of Coventry, with a description, Coventry, J. W. Mills, sixth ed., sans date. books.google(トム像は蝶ネクタイをしている)
- Dugdale, William, Antiquities of Warwickshire (1656)、p.66 Internet Archive
- Hartland, E. Sydney, "Peeping Tom and Lady Godiva," Folk-Lore, I, 2 (June, 1890) 217-226 (books.google)
- 英国人名事典
  - DNB (1890), “Godiva or Godgifu (fl. 1040-1080)” (wikisource), Dictionary of National Biography (London: Smith, Elder) 22 (別リンク wikisource; New York, Macmillan 1890p.36-(books.google))
  - Poole, Benjamin, The history of Coventry  (トム像の木版画)
  - W. Reader (1826), “Peeping Tom of Coventry and Lady Godiva” (google), Gentleman's Magazine 96:  20, 同 "Show Fair at Coventry described," p.22-
- ピーピング・トムの木像のスケッチ
  - (再版/絵カット無)The Gentleman's magazine library 4 (1885) (1731-1868年の記事を主題別に分類), p.111

- Donoghue, Daniel (2002). Lady Godiva: A Literary History of the Legend (英語). Wiley-Blackwell. ISBN 978-1405100465.
  - ダニエル・ドナヒュー、伊藤盡（訳）、2011、『貴婦人ゴディヴァ: 語り継がれる伝説』、慶應義塾大学出版会（原著2002年） ISBN 978-4-7664-1859-0 ASIN 476641859X pp. 278